# Madame Tussauds

Il Madame Tussauds a Hollywood

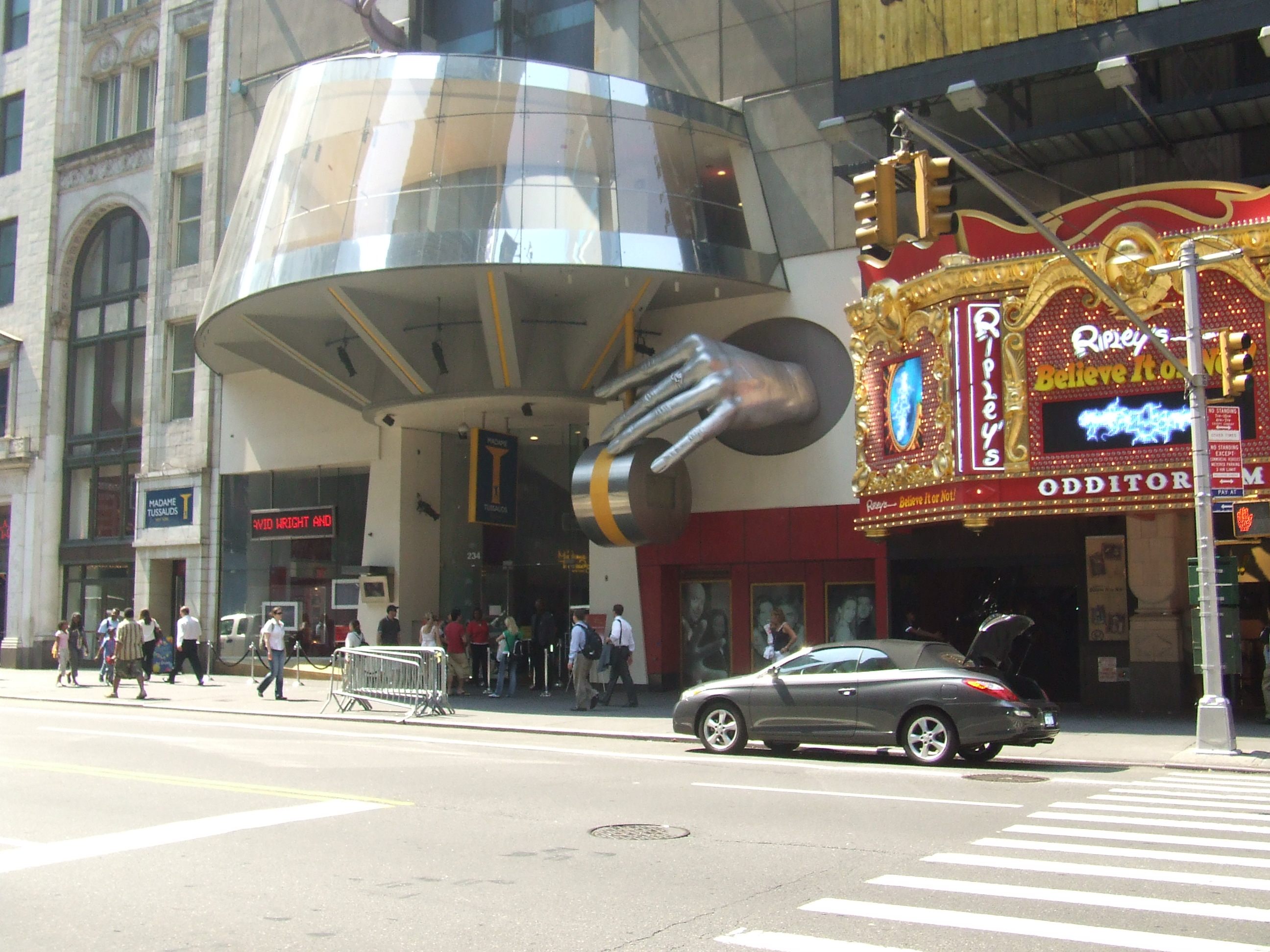
Il Madame Tussauds a New York

Il Madame Tussauds è uno dei più famosi musei delle cere del mondo, presente in diverse città tra cui: Londra, Amsterdam, Praga, Berlino, Istanbul, Hong Kong, Las Vegas, New York, Shanghai, Washington, Vienna, Bangkok, Sydney, Blackpool, Dubai, Orlando, Tokyo e a Hollywood. È di proprietà dell'azienda inglese Merlin Entertainments, la stessa che possiede anche i parchi divertimento Gardaland e Legoland.

## Storia
Marie Tussaud era una donna di origini alsaziane. Aveva imparato l'arte di modellare la cera fin da piccola, creando i primi capolavori. Nel 1802 lascia Parigi per l'Inghilterra, portando con sé le sue opere, e da questa collezione nasce l'attuale museo delle cere di Londra.
La fondatrice, nata come Marie Grosholtz, arrivò spesso faccia a faccia con la morte. Infatti, a Parigi, come lavoratrice prestigiosa della cera e, prima, come insegnante d'arte della sorella di Luigi XVI, i capi della Rivoluzione Francese le ordinarono di ricavare le maschere mortuarie dalle teste decapitate delle vittime della ghigliottina.
Sposato un ingegnere civile, François Tussaud, Marie Tussaud arrivò a Londra nei primi anni del secolo XIX e, all'epoca della sua morte nel 1850, all'età di 89 anni, le sue opere in cera erano famose.
Suo nipote, Joseph Randall Tussaud, curò la loro sistemazione nel luogo attuale vicino a Baker Street nel 1884. Da allora la collezione si è mantenuta al passo con la società - buona, cattiva, dignitosa - e con le stelle. Adiacente c'è l'ex Planetario di Londra, dalla cupola in color verderame; fu inaugurato nel 1958 dal Duca di Edimburgo. Dal 2010 ospita l'attrazione Marvel Super Heroes 4D e fa parte del museo Madame Tussauds, dedicato ai personaggi famosi. Nel 2016 chiude la Camera degli Orrori nell'esposizione di Londra.

## Esposizione
I visitatori si mescolano con la famiglia reale e le stelle di musica pop e, nella camera degli orrori, incontrano il boia al lavoro, di terrificante realtà.
All'interno del museo inglese, si possono ammirare le statue dei personaggi che hanno scritto la storia, dal re Enrico VIII a George W. Bush, passando per Hitler e la regina Elisabetta II del Regno Unito, accanto ai quali si trovano statue di divi dello spettacolo di ieri e di oggi, sportivi e molti altri ancora.
Inoltre ci sono altre attrazioni dedicate ai turisti, come il planetarium, nel quale si può ad esempio simulare un viaggio nello spazio o vedere un film in 4D (a seconda del periodo di visita), e la camera degli orrori interpretata da veri attori.
Il personaggio con più raffigurazioni in cera è la cantante Lady Gaga che ne possiede 21.
Va ricordato anche che all'interno del museo, nell'ambito dei personaggi che fanno parte del mondo dello spettacolo ed in particolare del cinema, sono presenti anche esponenti italiani di spicco.

## Alcune figure importanti presenti nel museo

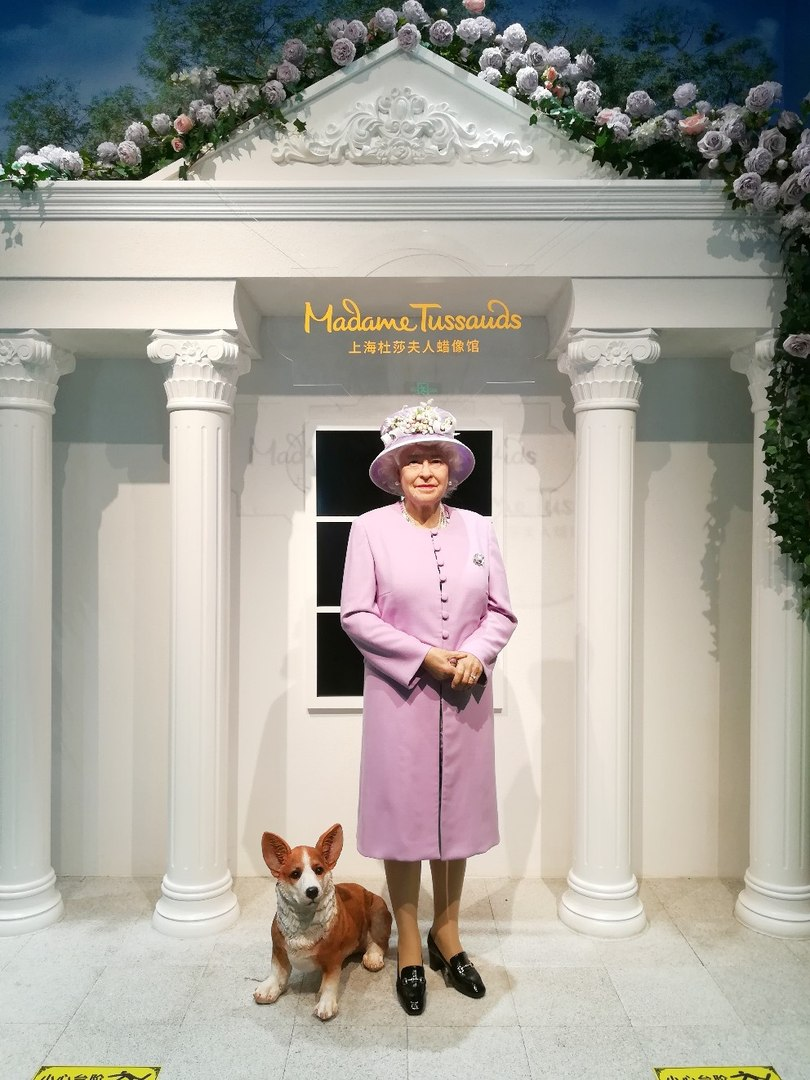
Figura di cera della regina Elisabetta II del Regno Unito presso il Museo di Madame Tussauds a Shanghai, in Cina

### Attori e attrici
- Aishwarya Rai (Londra, Singapore, Dubai)
- Amitabh Bachchan (Londra)
- Angelina Jolie (Amsterdam, Londra, Vienna, Berlino, New York)
- Ann Thongprasom (Bangkok)
- Arnold Schwarzenegger (Las Vegas, Londra, Vienna)
- Audrey Hepburn (Londra, Vienna, New York)
- Benedict Cumberbatch (Londra, Vienna)
- Bae Yong Joon (Hong Kong)
- Ben Affleck (Las Vegas)
- Bob Hope (Las Vegas, New York)
- Brad Pitt (Las Vegas, Hong Kong, New York, Londra, Amsterdam, Berlino, Vienna)
- Brandon Routh (New York)
- Cameron Diaz
- Cate Blanchett (Sydney, Dubai, Bangkok)
- Charlie Chaplin (Londra, Amsterdam, Hollywood, Vienna)
- Chris Hemsworth (Sydney, Bangkok, Dubai)
- Cybill Shepherd (Las Vegas)
- Daniel Radcliffe
- Darlene Conley (Amsterdam, Las Vegas)
- David Jason (Londra)
- The Rock (Las Vegas, Londra, New York)
- Eddie Murphy
- Edward Elrich (Tokyo)
- Elisa Vitale (New York, Londra, Berlino)
- Elizabeth Taylor (Las Vegas, New York, Londra, Amsterdam)
- Emma Watson (Londra, Vienna, Orlando)
- George Burns (Las Vegas, New York)
- George Clooney (Las Vegas, Amsterdam, Londra, Vienna)
- Gérard Depardieu (Las Vegas)
- Jack Nicholson (Hollywood)
- James Dean (Londra, New York)
- Jane Lynch (Hollywood)
- Jennifer Aniston (Londra)
- Jennifer Lopez (Londra, Las Vegas, Amsterdam)
- Jim Carrey (Londra, Hollywood)
- Joanne Woodward (Las Vegas)
- Jodie Foster (Las Vegas, Hong Kong)
- John Travolta (Londra)
- John Wayne (Las Vegas, Hollywood)
- Johnny Depp (Londra, Amsterdam, Hollywood, Berlino, Vienna)
- Judy Garland (Las Vegas, New York, Vienna)
- Julia Roberts (Las Vegas, New York, Londra, Amsterdam)
- Kate Winslet (Londra, Vienna)
- Katrina Kaif (Bangkok, Delhi, Dubai)
- Khemanit Jamikorn (Bangkok)
- Keira Knightley
- Kieran Wright (Londra)
- Kris Wu (Shanghai)
- Lance Burton (Las Vegas)
- Laverne Cox (San Francisco)
- Liam Hemsworth (Sydney, Tokyo, Shanghai, Singapore)
- Leonardo DiCaprio (Londra, Vienna)
- Lucille Ball (Las Vegas, New York)
- Marilyn Monroe (Las Vegas, New York, Londra, Amsterdam, Vienna)
- Marlon Brando (Londra)
- Mel Gibson (Las Vegas)
- Meryl Streep (Las Vegas)
- Michael Caine (Londra)
- Morgan Freeman (Londra, Hollywood, Vienna)
- Nicolas Cage (Las Vegas, Londra, Amsterdam)
- Nicole Kidman (Sydney, Singapore, Shanghai, Tokyo)
- Nicoletta D'Angelo (Las Vegas, New York, Berlino)
- Orlando Bloom (Londra)
- Patrick Stewart (Las Vegas, Londra)
- Penélope Cruz (Londra)
- Paul Newman (Las Vegas, Londra)
- Pierce Brosnan (Londra)
- Robert Downey Jr (Londra)
- Robert Pattinson (Londra, New York, Amsterdam)
- Robin Williams (Londra, Hollywood)
- Sarah Choolhun (New York, Londra)
- Sarah Michelle Gellar (Las Vegas, Londra)
- Salman Khan (New York, Delhi, Dubai)
- Sean Connery (Las Vegas, Londra, Amsterdam)
- Shirley MacLaine (Las Vegas)
- Susan Lucci (Londra)
- Sylvester Stallone (Las Vegas)
- Taylor Lautner
- Teri Hatcher (New York)
- Tom Baker (Londra)
- Tom Cruise (New York)
- Tom Hardy (Londra)
- Vin Diesel (Orlando, Bangkok, Singapore, Dubai)
- Whoopi Goldberg (Las Vegas, New York, Londra)
- Will Smith (Londra, Orlando, Amsterdam)
- Zac Efron (Londra, Hollywood, New York)
- Shah Rukh Khan (Londra, Bangkok, Dubai)
- Zendaya (Londra, Orlando, New York)

### Star dello sport
- Tobias Müller (Leutkirch)
- Cristiano Ronaldo (Londra)
- Yuzuru Hanyū (Tokyo)
- Jonah Lomu (Londra)
- David Beckham (Londra, Amsterdam)
- Virat Kohli (Londra, Dubai)
- Jonny Wilkinson (Londra)
- Andre Agassi
- Arnold Palmer
- Ayrton Senna (Berlino)
- Babe Ruth
- Dale Earnhardt
- Derek Jeter
- Éric Cantona
- Evander Holyfield
- Gary Lineker
- Jeff Gordon
- Joe Montana
- Lance Armstrong (Berlino, Londra, Amsterdam)
- Lewis Hamilton (Londra)
- Michael Jordan
- Michael Owen
- Michelle Kwan
- Mohamed Salah
- Muhammad Ali (Berlino, New York, Londra)
- Paul Gascoigne
- Rafael Nadal (Londra)
- Shaquille O'Neal
- Tiger Woods (Londra)
- Mao Asada (Tokyo)
- Björn Borg (Londra)
- Brian Lara
- Viv Richards
- Martina Hingis
- José Mourinho (Londra)
- Sven-Göran Eriksson (Berlino)
- Michael Schumacher
- Wayne Rooney (Londra)
- Jannik Sinner
- Shawn Michaels
- Sachin Tendulkar
- Sebastian Vettel
- Steven Gerrard
- Ronaldinho (Amsterdam)
- Usain Bolt
- Lionel Messi (New York)

### Leader mondiali
- Abraham Lincoln (Las Vegas, New York)
- Adolf Hitler (Berlino)
- Angela Merkel (Berlino)
- Barack Obama (Londra, New York, Amsterdam, Hollywood)
- Beatrice dei Paesi Bassi (Amsterdam)
- Benjamin Franklin (Las Vegas)
- Dalai Lama (New York, Londra, Amsterdam, Sydney, Tokyo)
- Diana Spencer (Londra, Amsterdam, Bangkok, Tokyo, Hong Kong)
- Fidel Castro (New York)
- George W. Bush (Berlino, Las Vegas, Londra, Amsterdam)
- Mahathir Mohamad (Bangkok)
- George Washington (Las Vegas, New York)
- Jacqueline Kennedy Onassis (Las Vegas, New York)
- John Fitzgerald Kennedy (Berlino, Las Vegas, New York, Amsterdam)
- Lenin (Amsterdam)
- Napoleone (Londra)
- Nicolas Sarkozy (Berlino, Londra, Amsterdam)
- Regina Madre (Londra)
- Saddam Hussein (Londra)
- Winston Churchill (Berlino, New York, Londra)
- Yitzhak Rabin (Londra)

### Musicisti e cantanti
- Ariana Grande (Amsterdam, Londra, Blackpool, Hollywood, Bangkok, New York, Hong Kong, Orlando, Budapest, Vienna, Berlino)
- Tiësto (Amsterdam)
- Aaliyah (Las Vegas)
- Aaron Kwok (Hong Kong)
- Anita Mui (Hong Kong)
- Ayumi Hamasaki (Hong Kong)
- Amy Winehouse (Londra)
- Avicii (New York)
- Armin Van Buuren (Amsterdam)
- Bad Bunny (New York, Orlando, Las Vegas, Hollywood)
- The Beatles (Berlino, New York, Hong Kong, Londra)
- Bette Midler (Las Vegas, New York)
- Beyoncé (Berlino, Las Vegas, New York, Londra, Amsterdam, Nashville, Istanbul, Tokyo, Blackpool, Hollywood, Budapest, Bangkok, Shanghai, Singapore, Vienna, Orlando, San Francisco)
- Bill Kaulitz (Berlino)
- Billy Idol
- Bob Marley (Amsterdam)
- Bono (Berlino, Las Vegas, New York, Amsterdam)
- Britney Spears (Las Vegas, New York, Londra, Berlino, Nashville, Blackpool, Shanghai, Tokyo, San Francisco)
- Bruce Springsteen (Las Vegas, New York)
- Bruno Mars (Las Vegas)
- Cher (New York, Londra, Hong Kong, Washington)
- Christina Aguilera (Londra, Las Vegas, San Francisco)
- Christina Stürmer (Vienna)
- Clara Costa (Berlino)
- Conchita Wurst (Vienna)
- David Bowie (New York, Londra, Amsterdam, Berlino)
- Dean Martin (Las Vegas)
- Debbie Reynolds (Las Vegas)
- Demi Lovato (Hollywood)
- Diana Ross (New York, Las Vegas)
- Dua Lipa (Londra, Amsterdam, New York, Sydney, Singapore, Istanbul, Dubai, Orlando)
- Ed Sheeran (Blackpool, New York, Amsterdam, Londra, Dubai, Hong Kong, Nashville, Berlino, Singapore)
- Elettra Lamborghini (Amsterdam)
- Elton John (Las Vegas, New York, New York, Londra, Hollywood)
- Elvis Presley (Berlino, Las Vegas, Hong Kong, New York, Amsterdam)
- Eminem (Detroit, Michigan)
- Engelbert Humperdinck (Las Vegas)
- Frank Sinatra (Las Vegas, New York)
- Freddie Mercury (New York, Londra, Amsterdam, Hong Kong)
- Geri Halliwell (Londra)
- Gloria Estefan (Las Vegas)
- Gwen Stefani (Las Vegas)
- Harry Styles (Londra, Singapore, Amsterdam, Hollywood, New York, Berlino, Istanbul, Sydney, Orlando)
- Jay Chou (Hong Kong)
- James Brown (Las Vegas, Amsterdam)
- Jennifer Lopez (Las Vegas, Londra, Amsterdam, New York)
- Jimi Hendrix (New York, Las Vegas, Londra)
- Joey Yung (Hong Kong)
- Johnny Mathis (Las Vegas)
- Jon Bon Jovi (Las Vegas, Amsterdam)
- Jonas Brothers (New York, Washington, Londra)
- Justin Bieber (Londra, New York, Amsterdam, Berlino, Orlando, Las Vegas, Dubai, Bangkok, Praga, Istanbul, Shanghai, Tokyo, Hong Kong, Hollywood)
- Justin Hawkins (Lead singer with 'The Darkness') (Londra)
- Justin Timberlake (Berlino, Londra, Amsterdam, Hollywood, Nashville, New York, Dubai, Shanghai, Las Vegas)
- Katy Perry (Londra, Sydney, Vienna, Las Vegas, New York, Singapore, Tokyo, Bangkok, Nashville, Istanbul)
- Kylie Minogue (Hong Kong, Londra, Amsterdam, Sydney, Shanghai, Tokyo)
- Lady Gaga (Amsterdam, Bangkok, Pechino, Berlino, Blackpool, Hollywood, Hong Kong, Las Vegas, Londra, New York, Orlando, Praga, San Francisco, Shanghai, Singapore, Sydney, Vienna, Washington, Wuhan, Tokyo, Istanbul, Delhi, Dubai, Nashville, Chongqing, Budapest)
- Lenny Kravitz (Las Vegas, Amsterdam)
- Leslie Cheung (Hong Kong)
- Liberace (Las Vegas)
- Lindsay Lohan (New York)
- Liam Payne (Londra)
- Louis Tomlinson (Londra)
- Lil Nas X (Londra, Hollywood)
- Little Mix (Londra)
- Little Richard (Las Vegas)
- Liza Minnelli (Berlino, Las Vegas)
- Lorde (Hollywood)
- Louis Armstrong (Las Vegas)
- Luciano Pavarotti (Berlino, Hong Kong, Las Vegas, Londra, Vienna, Amsterdam)
- Madonna (Berlino, Las Vegas, Hong Kong, New York, Londra, Bangkok, Amsterdam, Tokyo)
- Mark Knopfler (inizialmente a Londra, poi ad Amsterdam)
- Michael Jackson (Berlino, Hong Kong, Las Vegas, Londra, New York, Amsterdam, Bangkok, Hollywood, Tokyo)
- Miriam Yeung (Hong Kong)
- Miley Cyrus (New York, Londra, Orlando, Praga, Dubai, Nashville, Berlino, Las Vegas)
- Mick Jagger (Las Vegas)
- Neil Sedaka (Las Vegas)
- Niall Horan (Londra)
- Ozzy Osbourne (Londra)
- One Direction (Londra)
- Prince (Las Vegas, Amsterdam)
- Ricky Martin (Orlando, Las Vegas, New York)
- Rihanna (Hollywood, Las Vegas, New York, Washington, Berlino, Londra, Dubai, Sydney, Orlando, San Francisco)
- Robbie Williams (Amsterdam)
- RuPaul (New York, San Francisco, Las Vegas)
- Sammy Davis Jr (Las Vegas)
- Selena (Hollywood, New York)
- Selena Gomez (Hollywood, New York)
- Shakira (Las Vegas, Hollywood, New York, Orlando)
- Shayne Ward (Londra)
- Shawn Mendes (Berlino, New York, Londra, Nashville, Las Vegas, Orlando, Bangkok, Singapore, Hollywood)
- Snoop Dogg (Las Vegas, Hollywood)
- Stevie Wonder (Las Vegas)
- Taylor Swift (New York, Singapore, Sydney, Nashville, Orlando, San Francisco, Dubai, Vienna, Berlino, Amsterdam, Shanghai, Londra, Tokyo, Hollywood)
- Tina Turner (New York, Las Vegas)
- Tom Jones (Las Vegas, Londra)
- Tony Bennett (Las Vegas)
- Tupac Shakur (Las Vegas, Londra)
- Twins (Hong Kong)
- Wayne Newton (Las Vegas)
- Whitney Houston (Las Vegas, New York, Hollywood, Washington)
- Yoshiki Hayashi (Hong Kong)
- Zayn Malik (Londra, Amsterdam)

### Modelle
- Adriana Lima (New York)
- Cara Delevingne (Londra)
- Doutzen Kroes (Amsterdam)
- Elle Macpherson (Las Vegas, Amsterdam)
- Heidi Klum (Berlino)
- Kate Moss (Londra)
- Kylie Jenner (New York)
- Kendall Jenner (Londra)
- Laetitia Casta (Parigi)
- Miranda Kerr (Sydney)
- Naomi Campbell (Londra)

### Altri
- Adrian Wägele (Leutkirch)
- Alfred Hitchcock (Hollywood)
- Albert Einstein (Amsterdam, Berlino, Londra)
- Al Roker (New York)
- Blue Man Group (Las Vegas)
- Bugsy Siegel (Las Vegas, New York)
- Buzz Aldrin (Las Vegas)
- Don King (Las Vegas)
- Elisabetta II del Regno Unito
- Enrico VIII d'Inghilterra (Londra)
- Hugh Hefner (Las Vegas)
- Ivana Trump (Las Vegas)
- Jamie Oliver (Londra)
- Jenna Jameson (Las Vegas)
- Jerry Springer (Las Vegas)
- Joan Rivers (Las Vegas)
- Joséphine Baker (New York)
- Larry King (Las Vegas, New York)
- Kim Kardashian (New York, Londra)
- Mahatma Gandhi (India, Amsterdam)
- Matt Lucas e David Walliams che impersonano i personaggi Lou e Andy (Londra)
- Monsters (Las Vegas)
- Neil Armstrong (Las Vegas)
- Oprah Winfrey (Las Vegas, New York, Amsterdam)
- Otto von Bismarck (Berlino)
- Quentin Tarantino (Hollywood)
- Rachael Ray (New York)
- Rembrandt (Amsterdam)
- Robert Schuller (Las Vegas)
- Ryan Seacrest (Las Vegas)
- Shiloh Nouvel Jolie-Pitt, figlia di Angelina Jolie e Brad Pitt, la prima bambina a Madame Tussauds (New York)
- Siegfried & Roy (Las Vegas)
- Simon Cowell (Las Vegas, Londra, New York)
- Singapore Girl (Londra)
- Steven Spielberg (Londra, Hollywood)
- Vincent van Gogh (Londra)
- Wolfgang Puck (Las Vegas)
- Yōko Ono (New York)

## Sedi

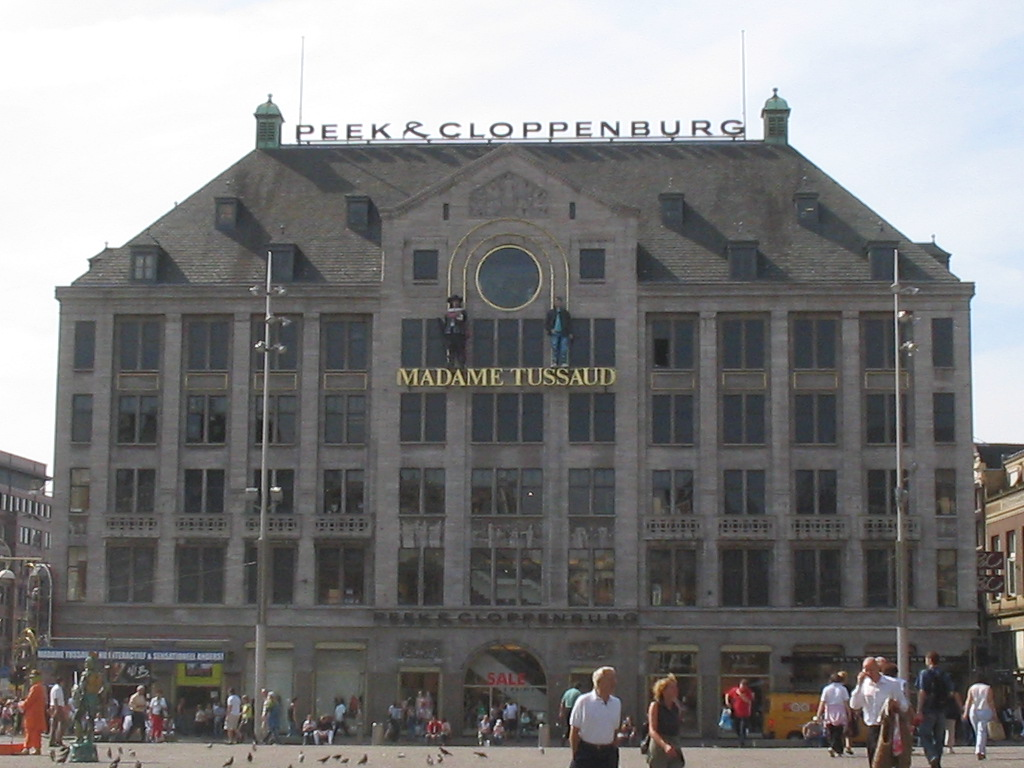
Il Madame Tussauds di Amsterdam

- Madame Tussauds Amsterdam
- Madame Tussauds (Bangkok)
- Madame Tussauds (Berlino)
- Madame Tussauds (Blackpool)
- Madame Tussauds (Budapest)
- Madame Tussauds (Chongqing)
- Madame Tussauds (Dubai)
- Madame Tussauds (Hollywood)
- Madame Tussauds Hong Kong
- Madame Tussauds (Istanbul)
- Madame Tussauds (Las Vegas)
- Madame Tussauds (Londra)
- Madame Tussauds (Nashville)
- Madame Tussauds (New York)
- Madame Tussauds (Delhi)
- Madame Tussauds (Orlando)
- Madame Tussauds (Pechino)
- Madame Tussauds (Praga)
- Madame Tussauds (San Francisco)
- Madame Tussauds (Shanghai)
- Madame Tussauds (Singapore)
- Madame Tussauds (Sydney)
- Madame Tussauds (Tokyo)
- Madame Tussauds (Vienna)
- Madame Tussauds (Washington)
- Madame Tussauds (Wuhan)

## Galleria d'immagini

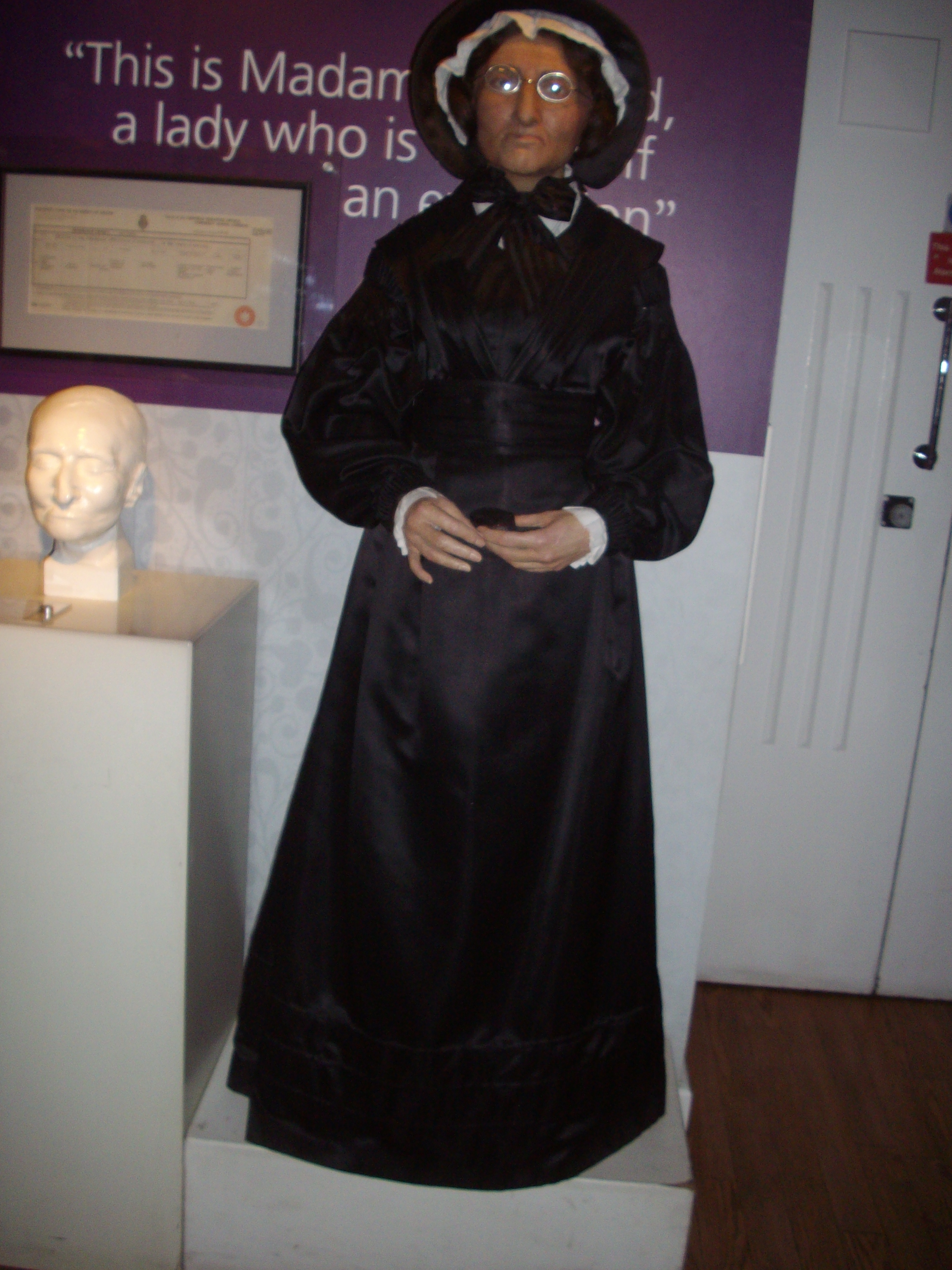
Madame Tussaud
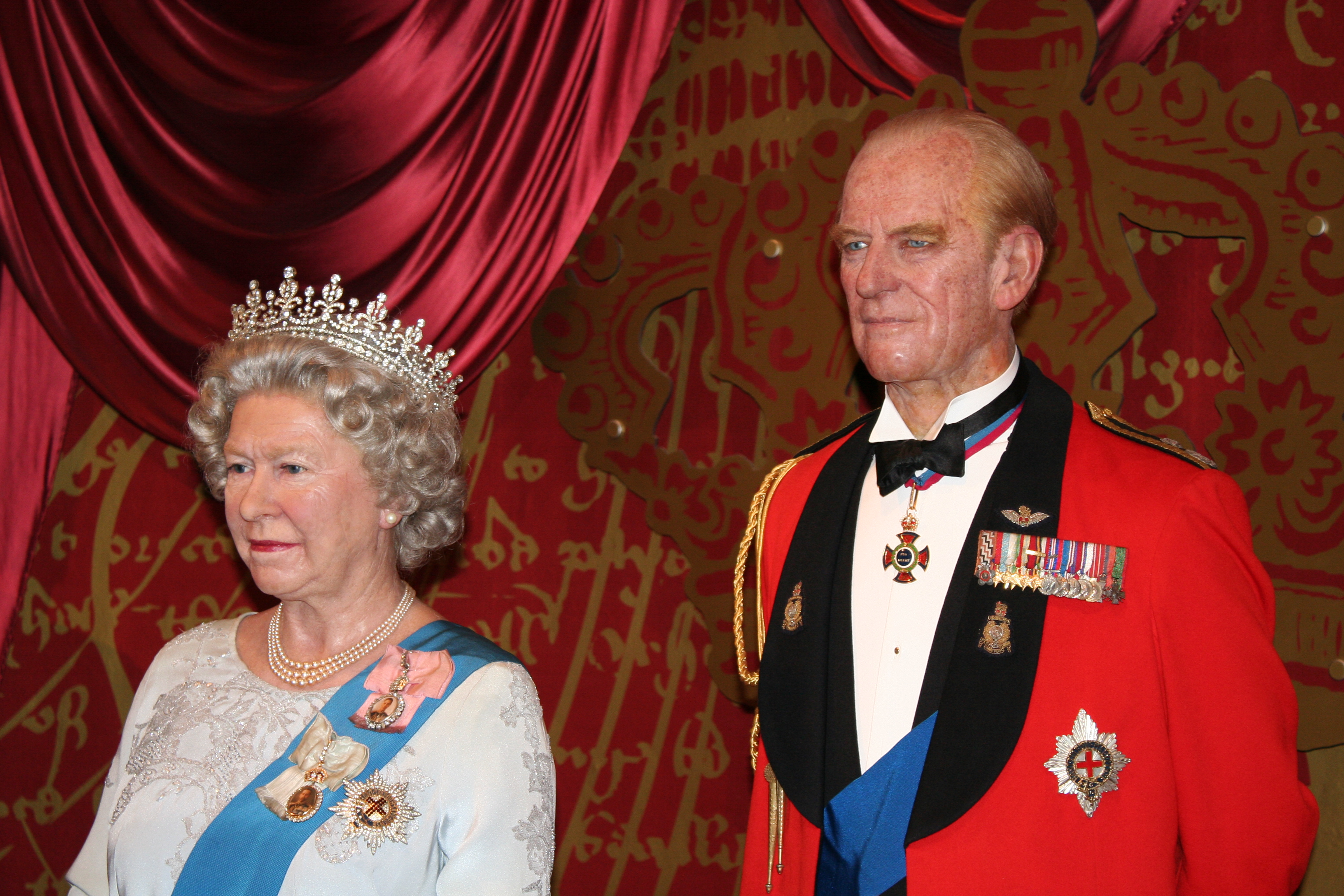
Elisabetta II e Filippo di Edimburgo
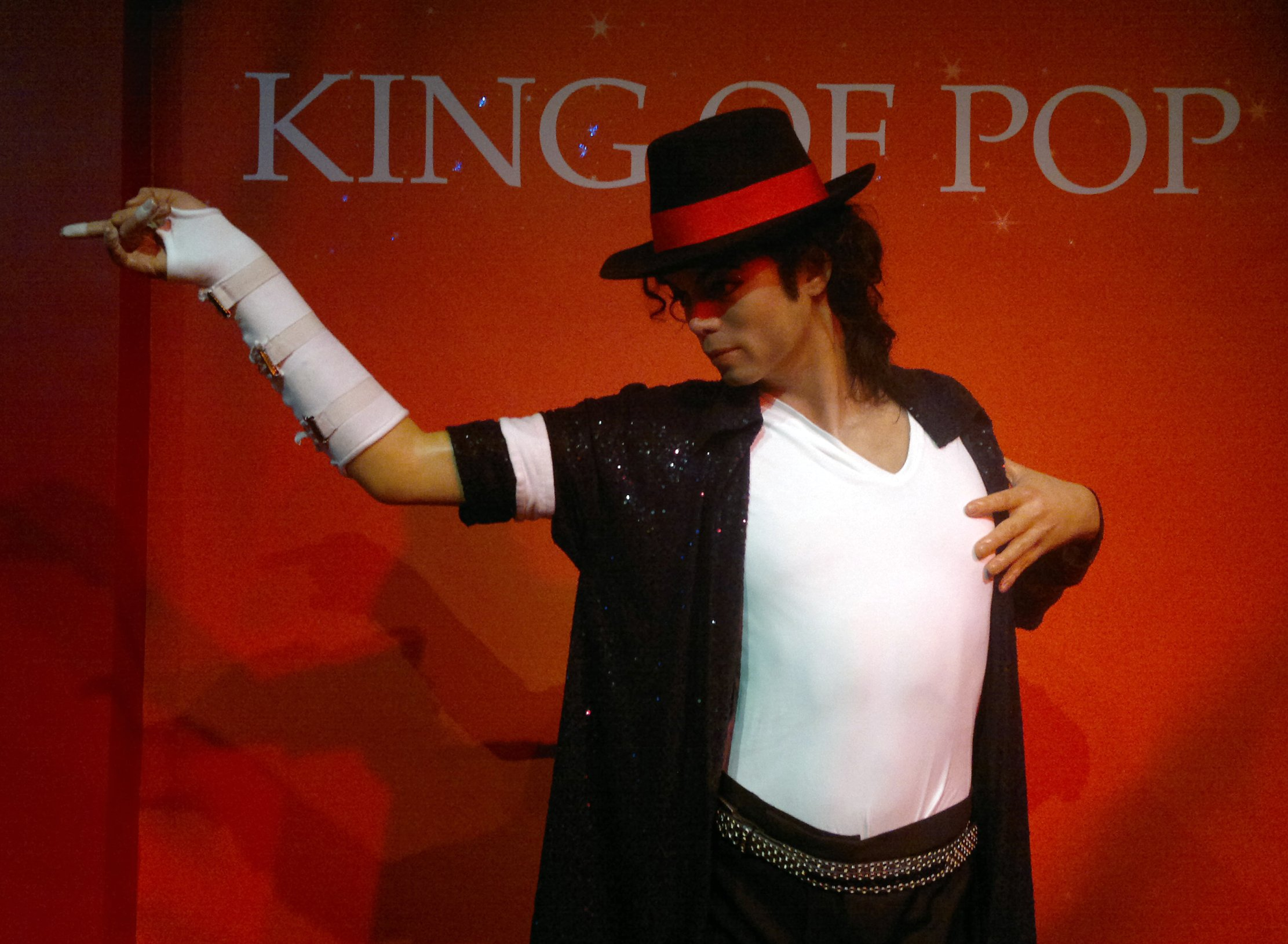
Michael Jackson
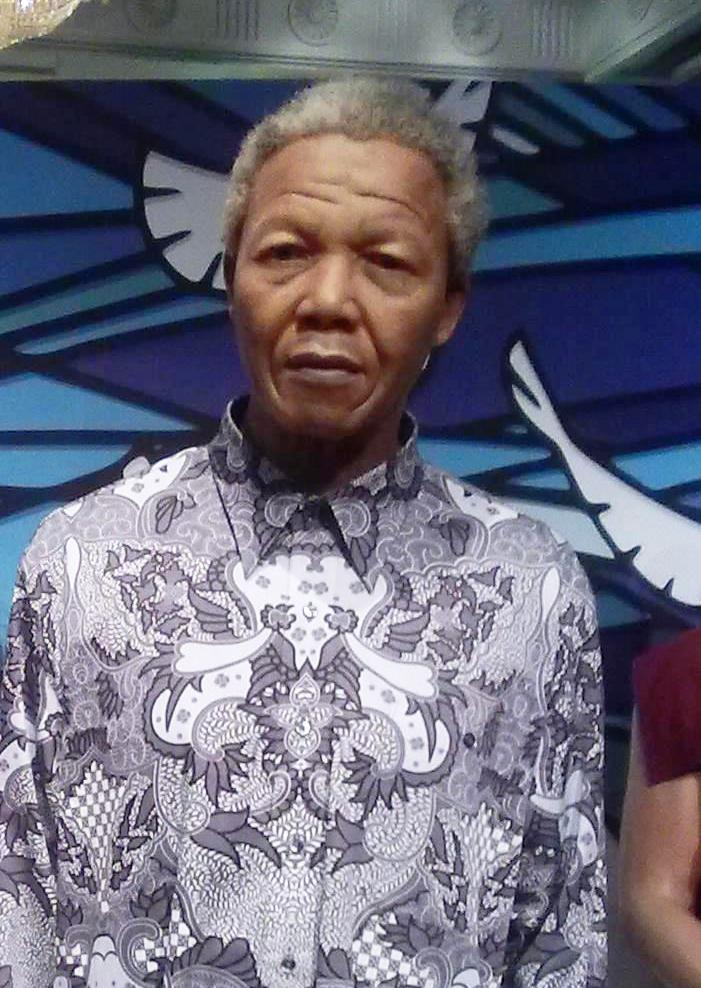
Nelson Mandela
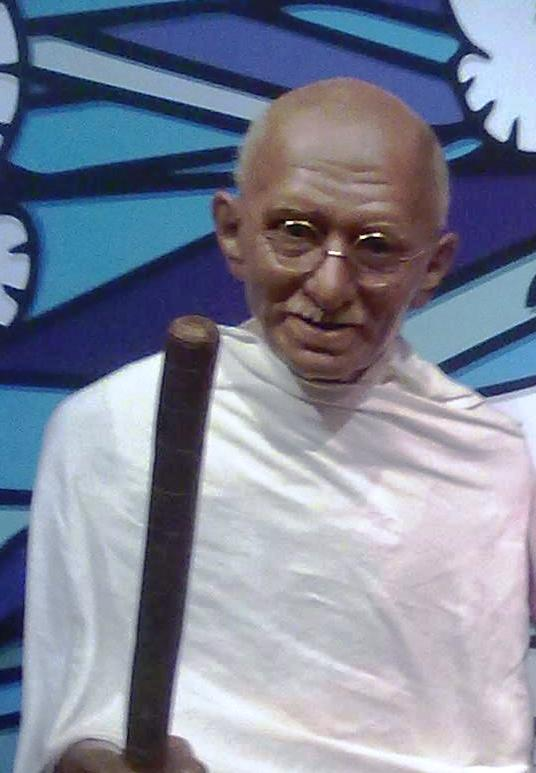
Mahatma Gandhi
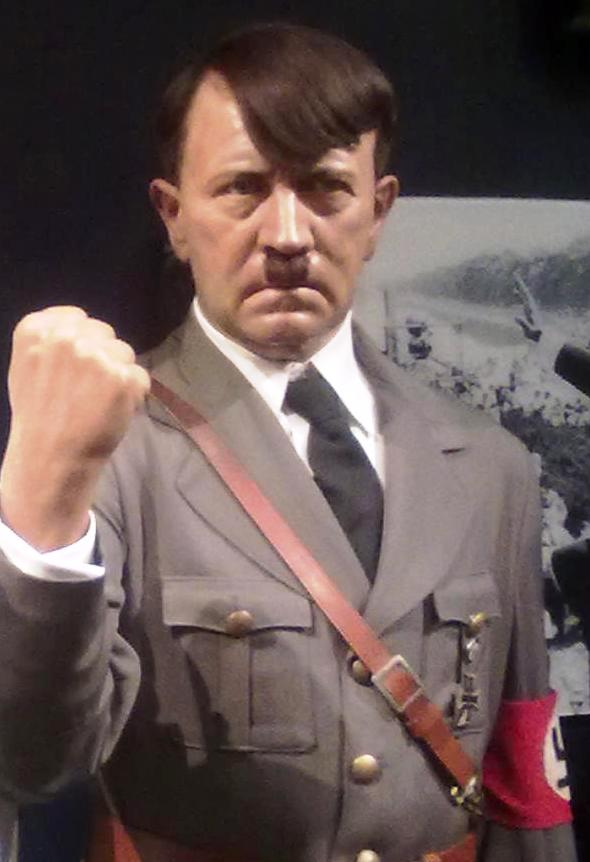
Adolf Hitler
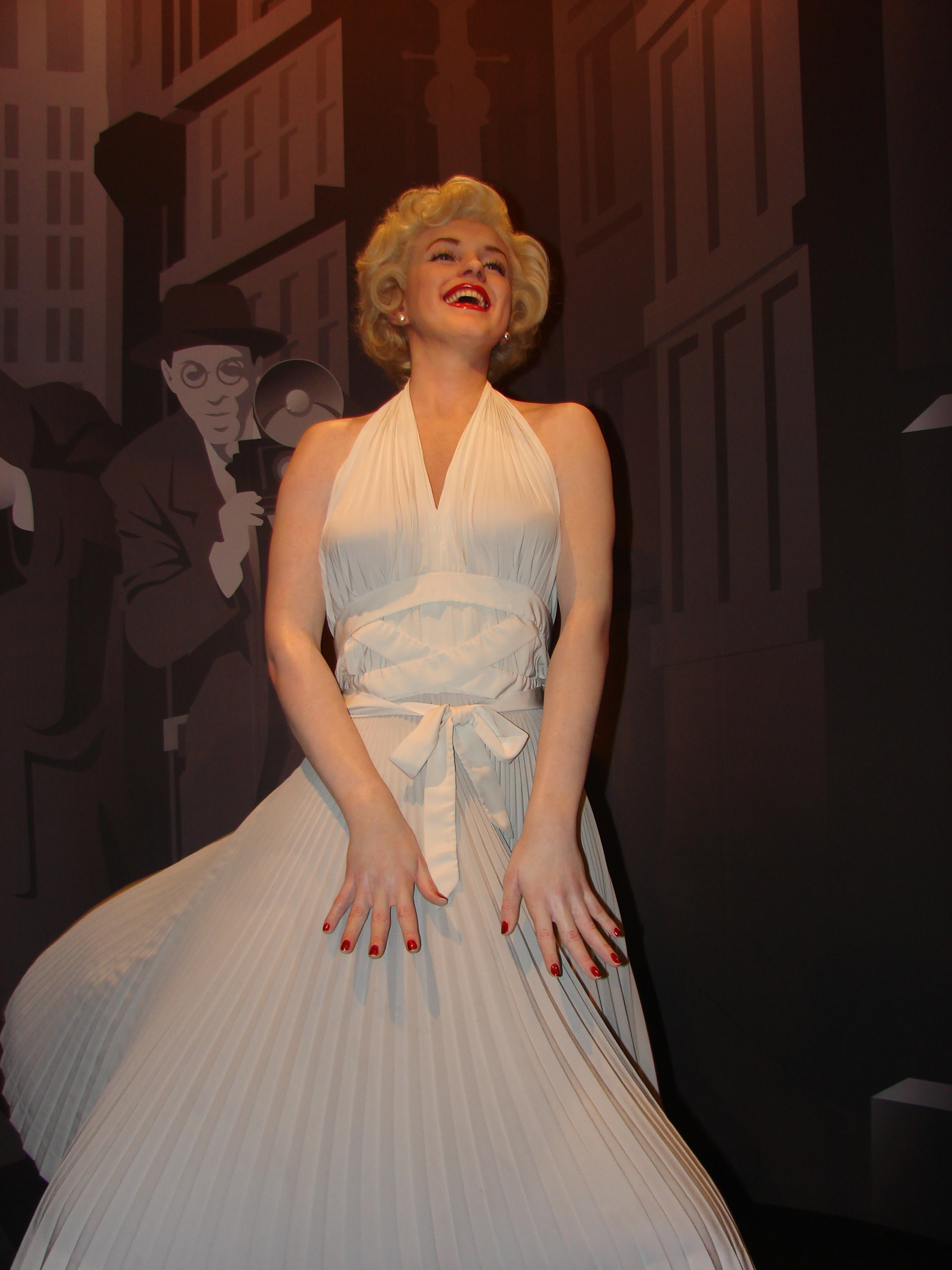
Marilyn Monroe
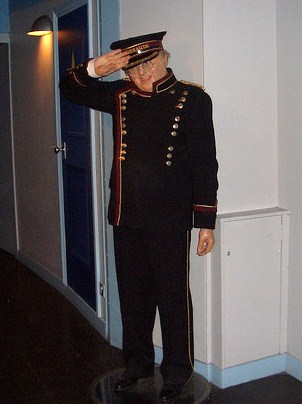
Benny Hill
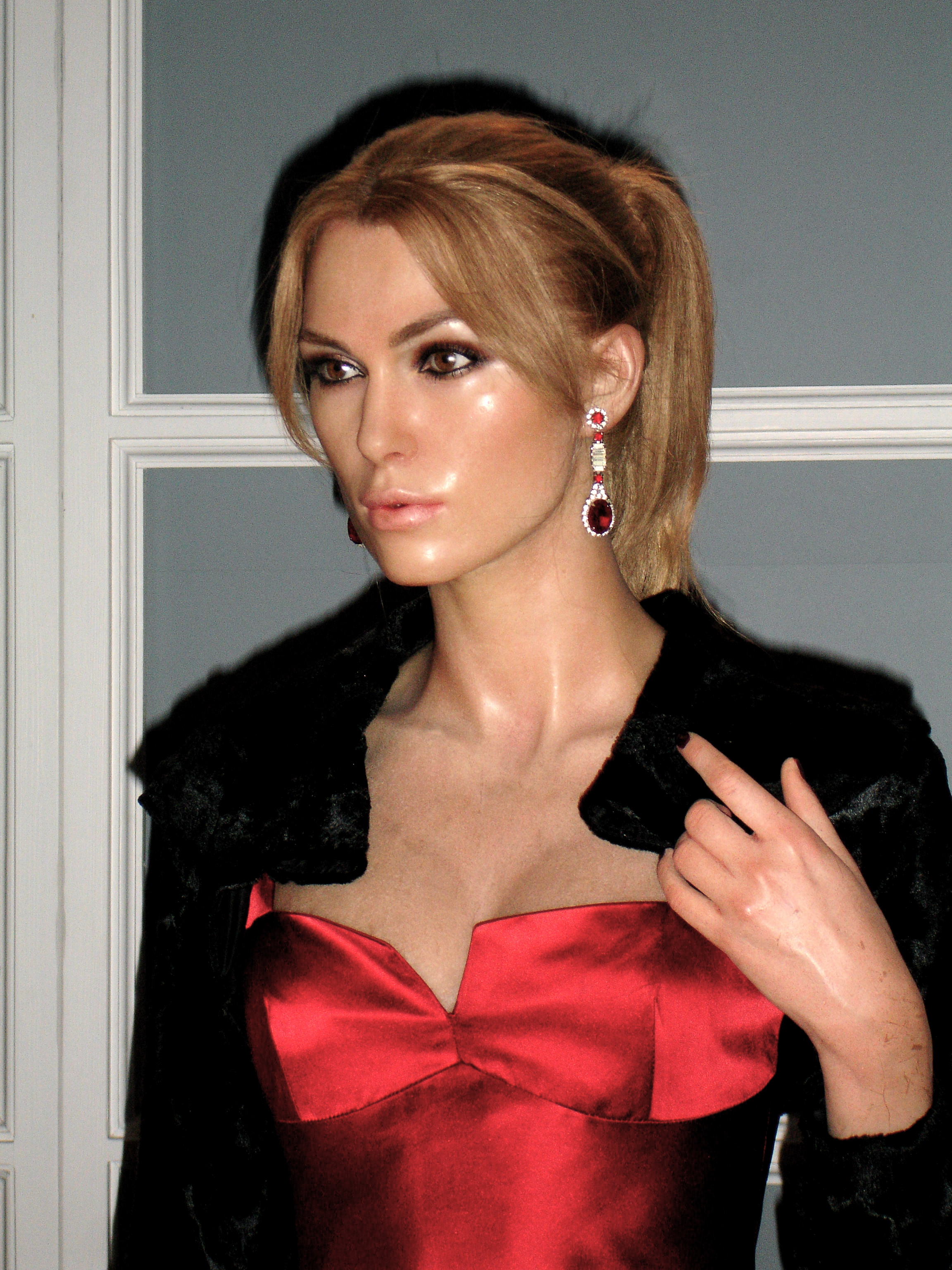
Keira Knightley
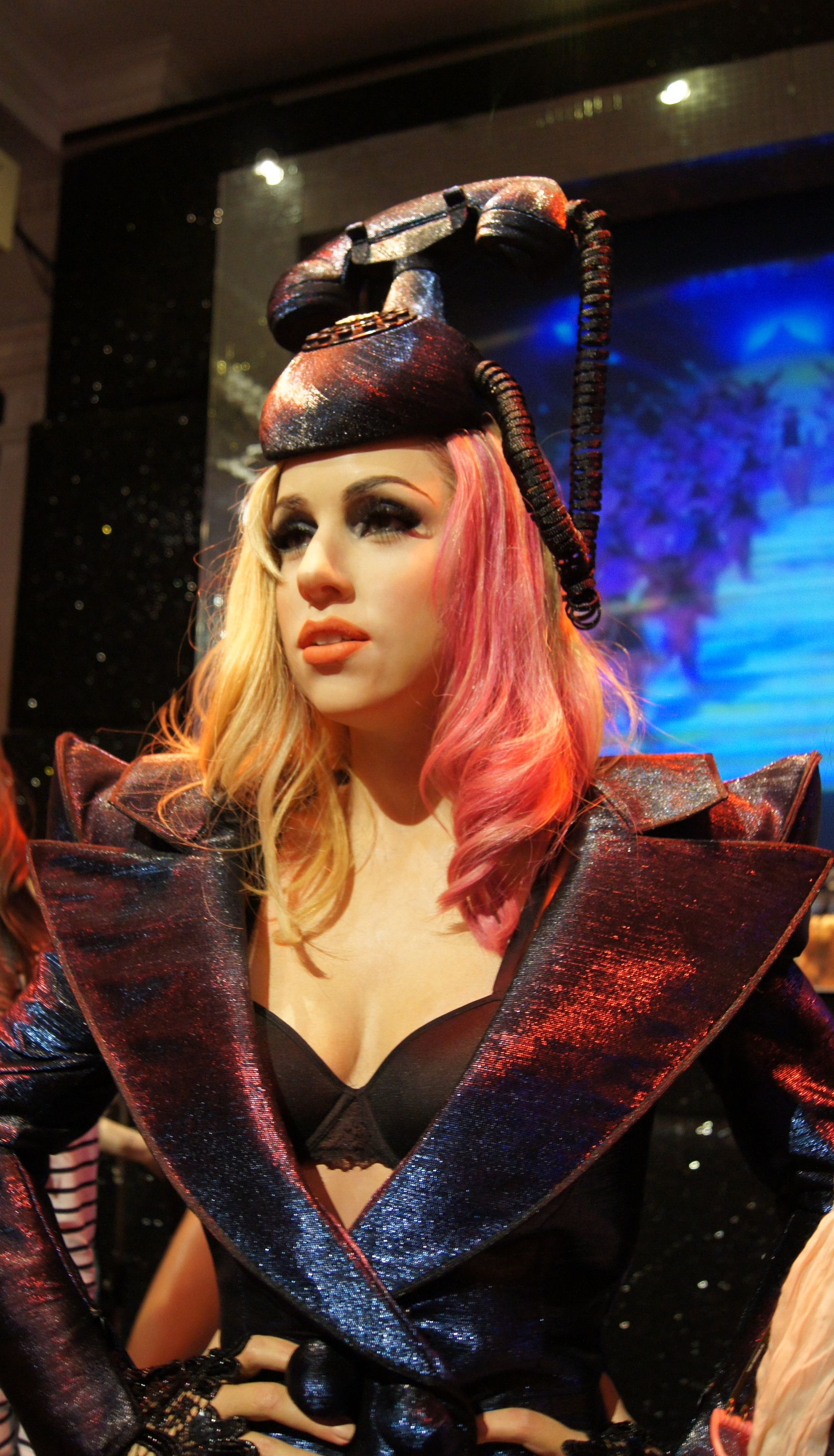
Lady Gaga
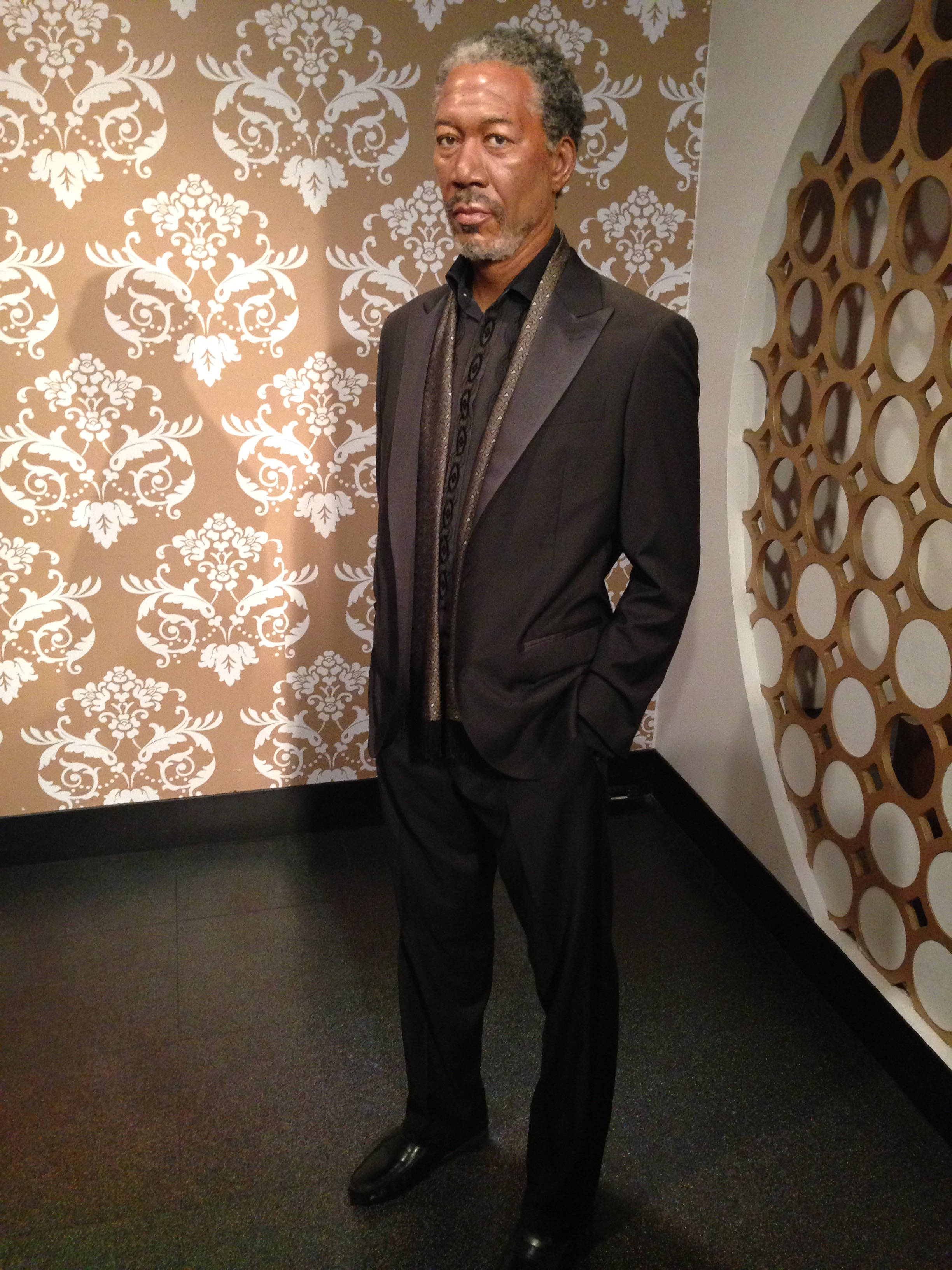
Morgan Freeman
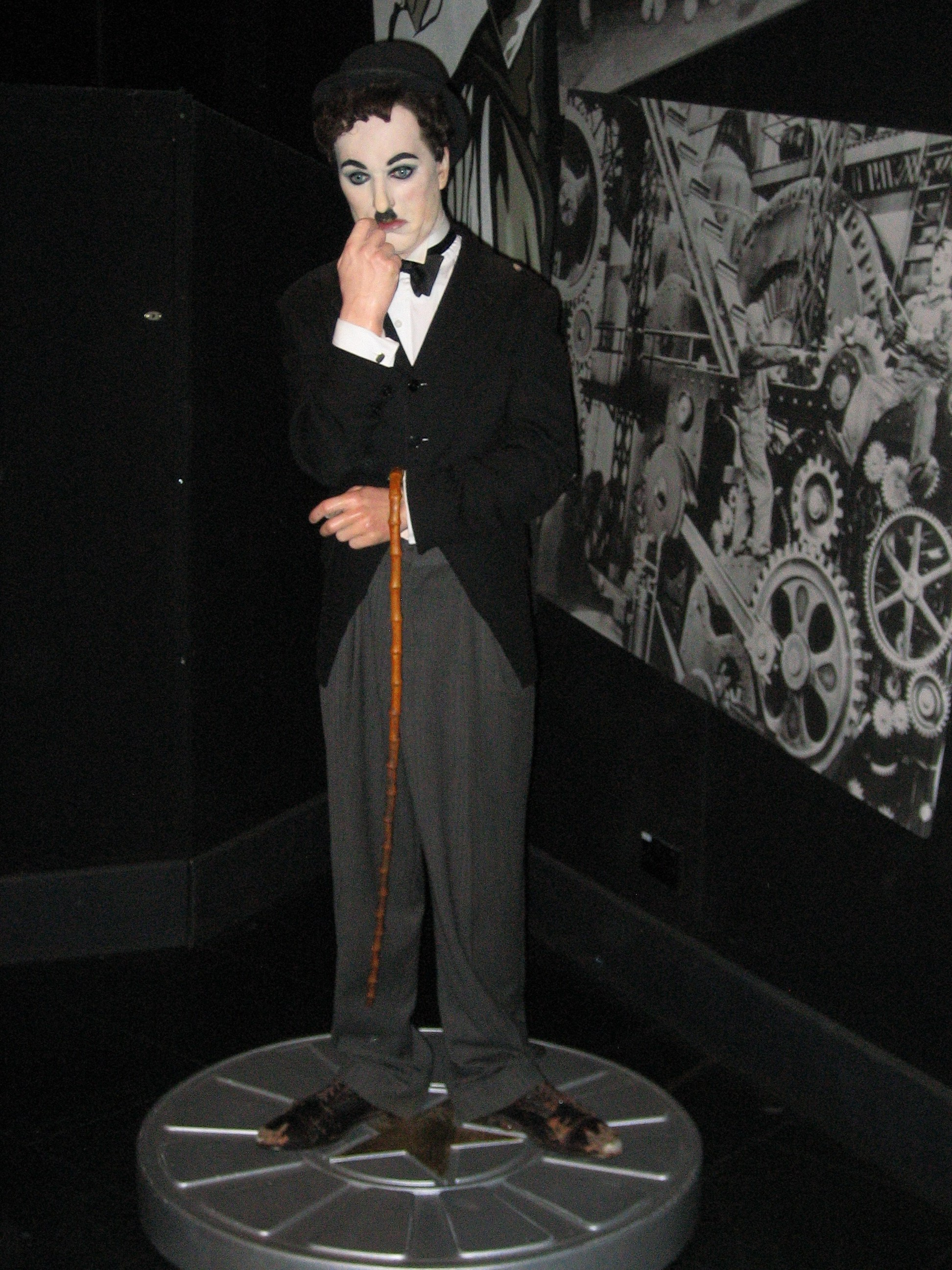
Charlie Chaplin
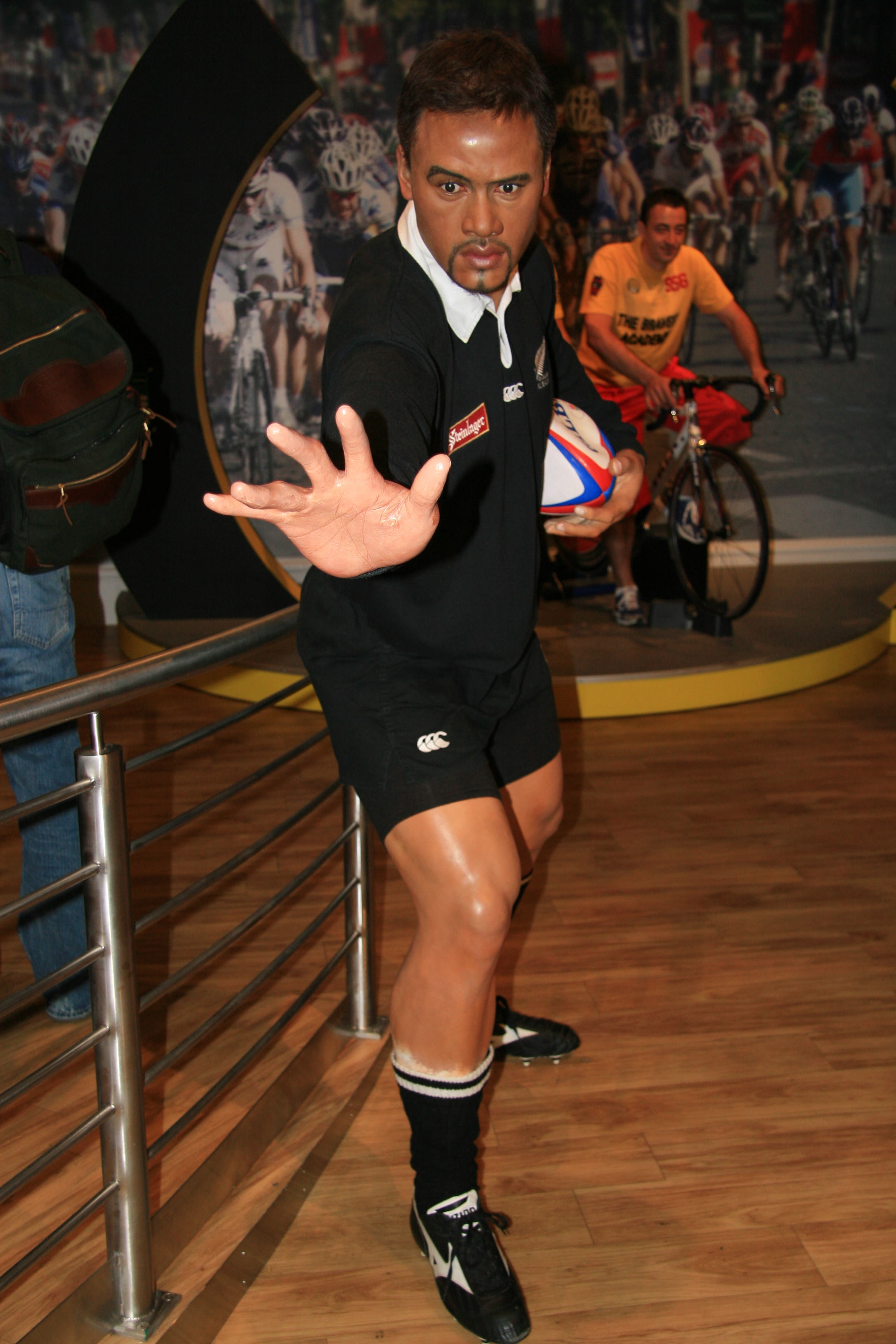
Jonah Lomu
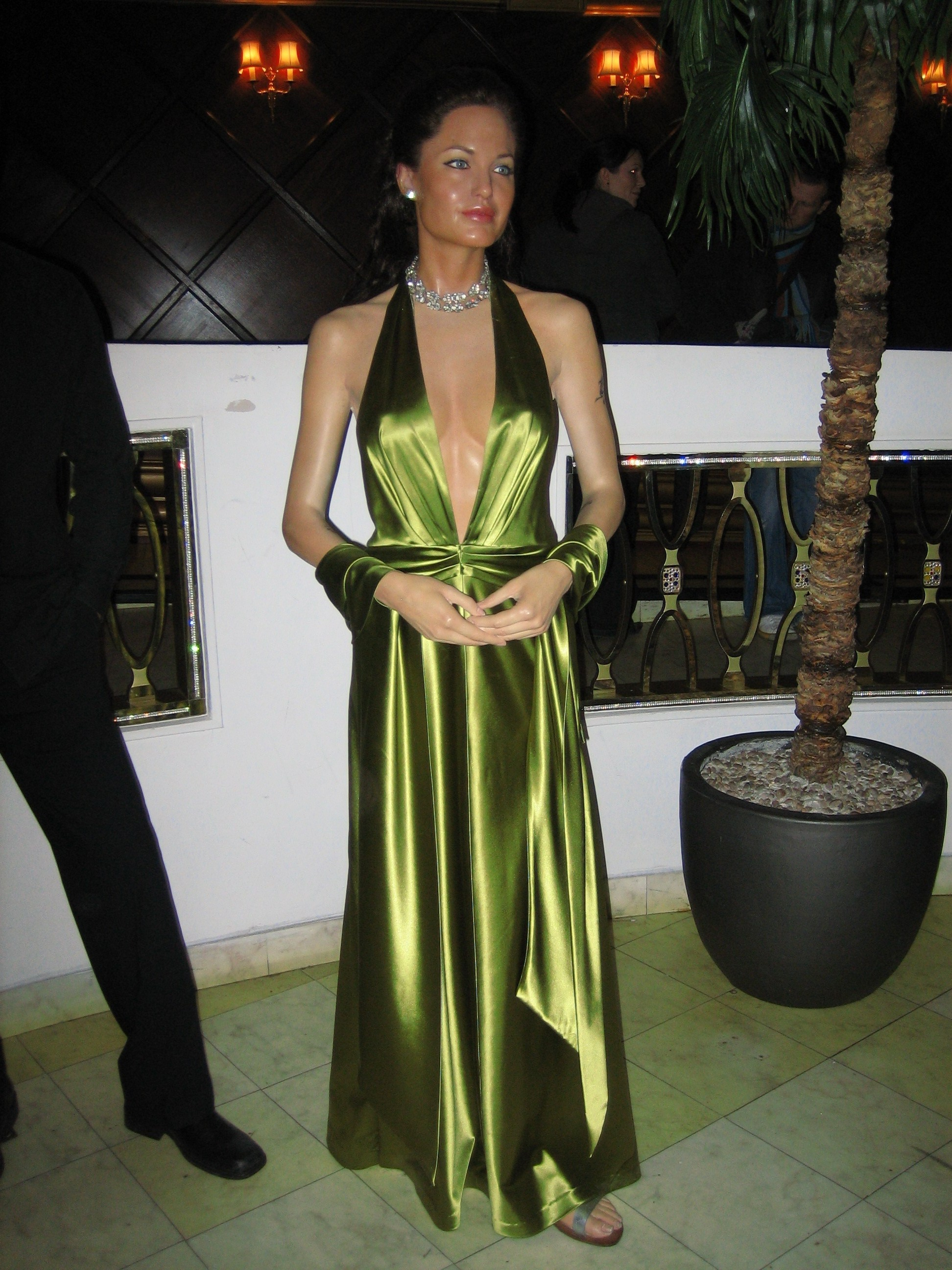
Angelina Jolie
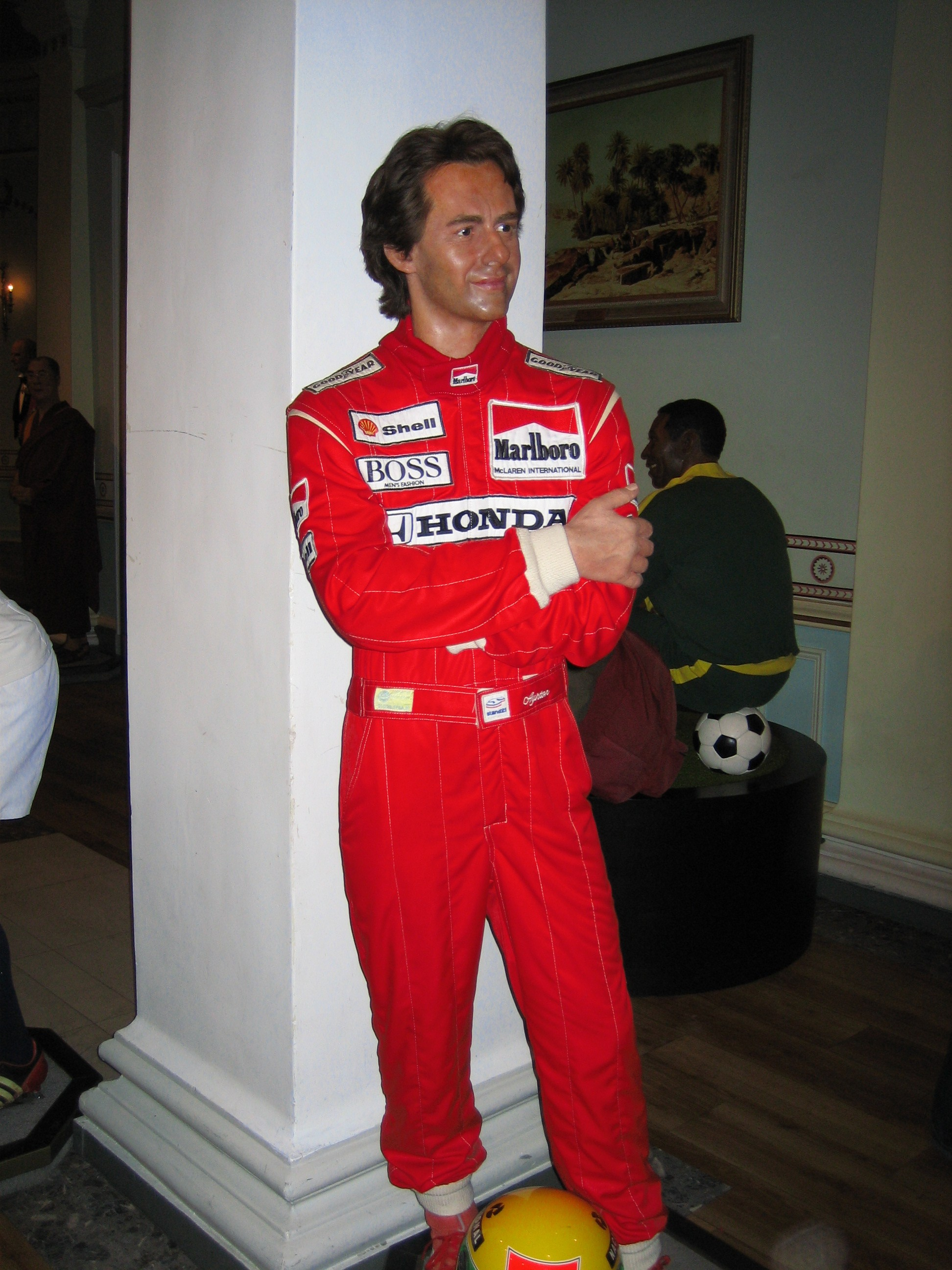
Ayrton Senna
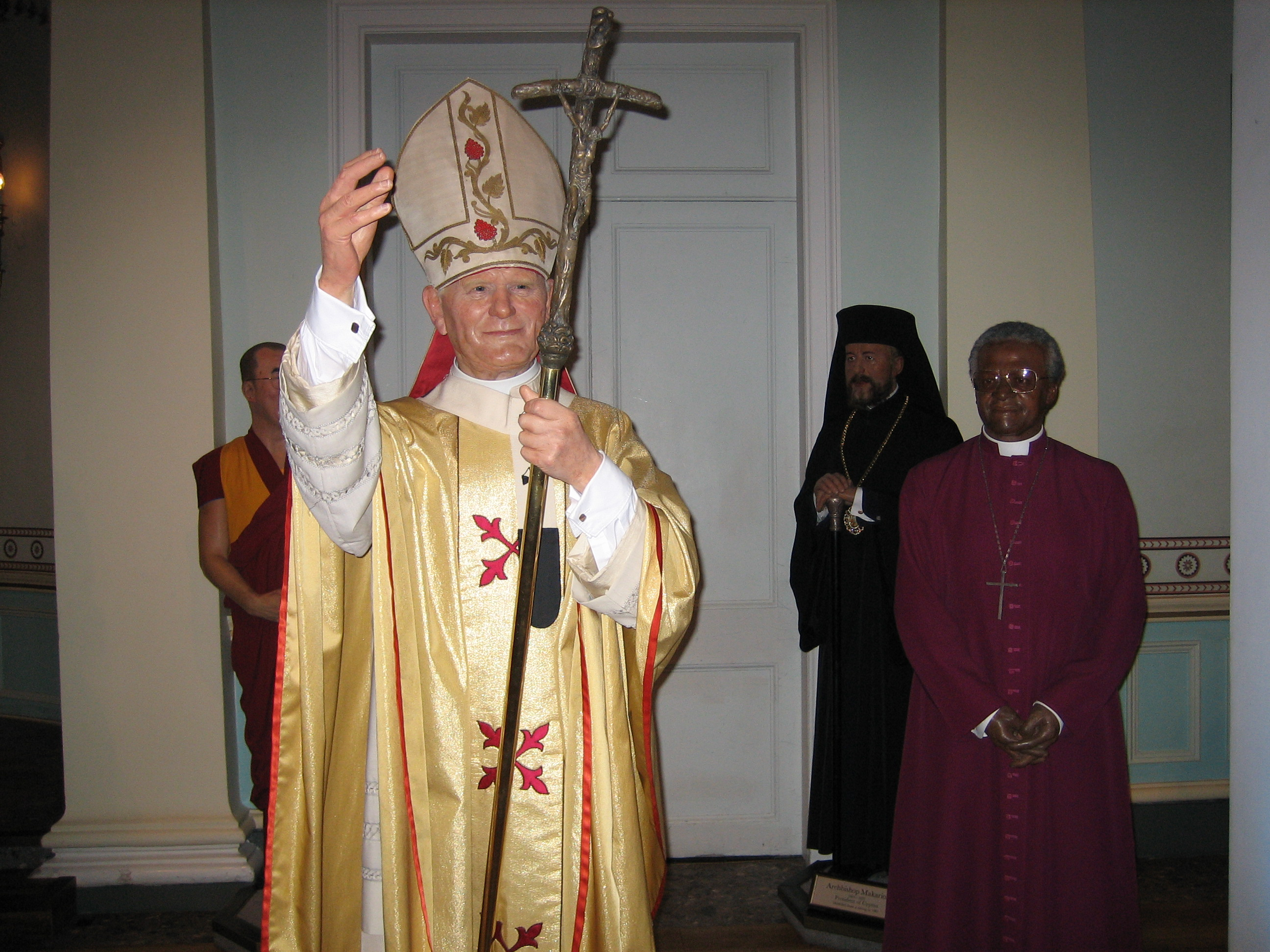
Papa Giovanni Paolo II
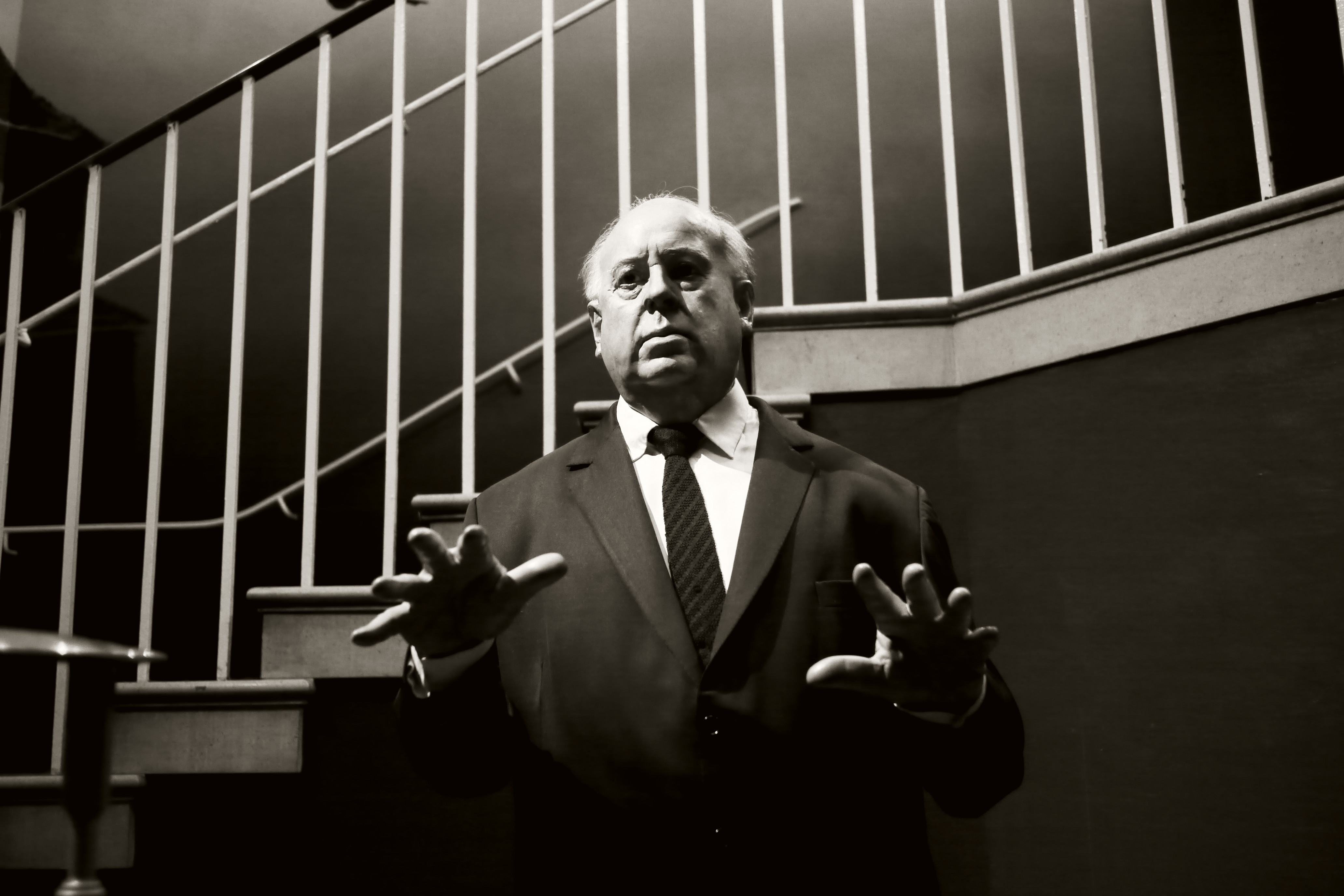
Alfred Hitchcock
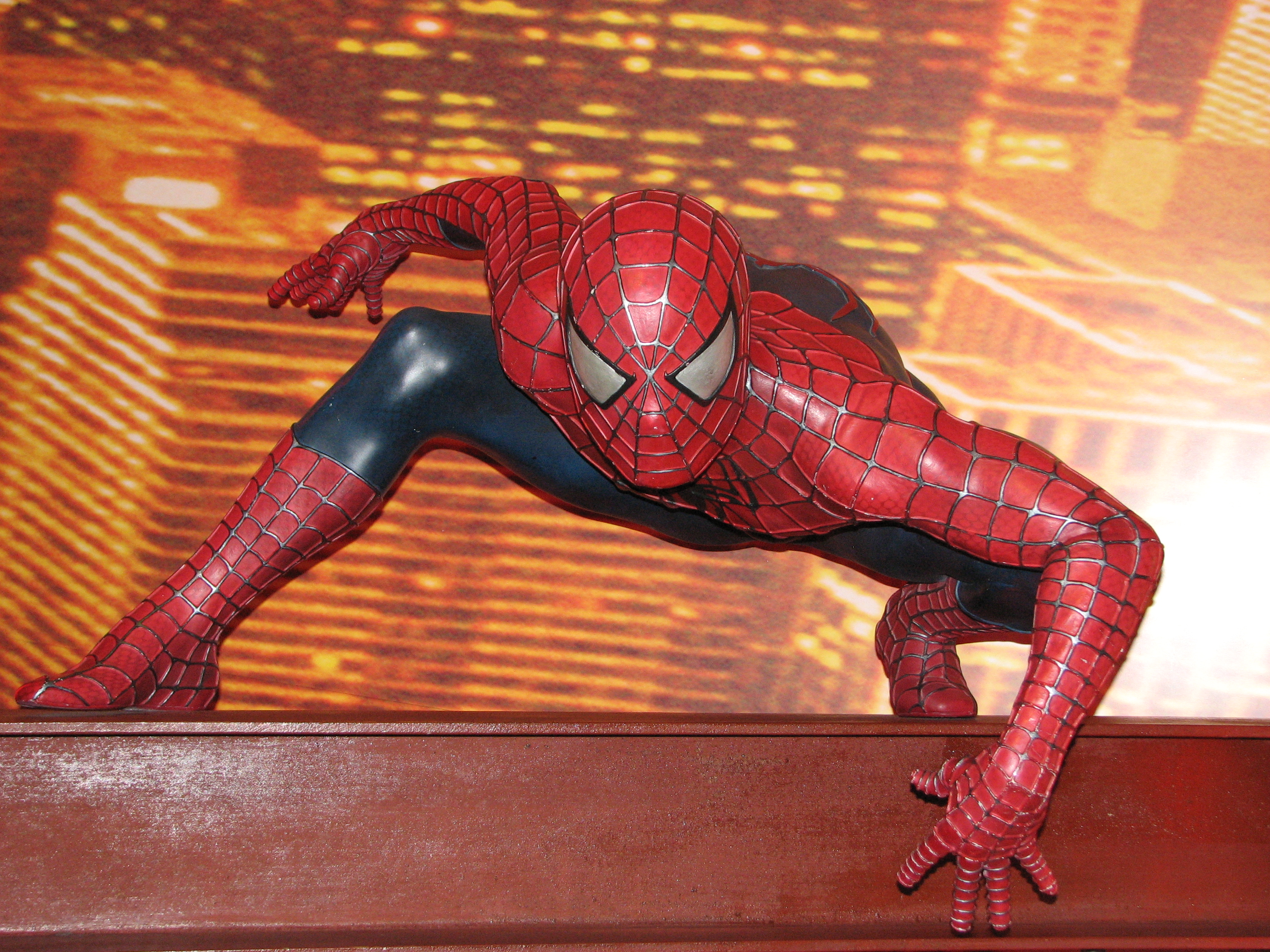
Spiderman
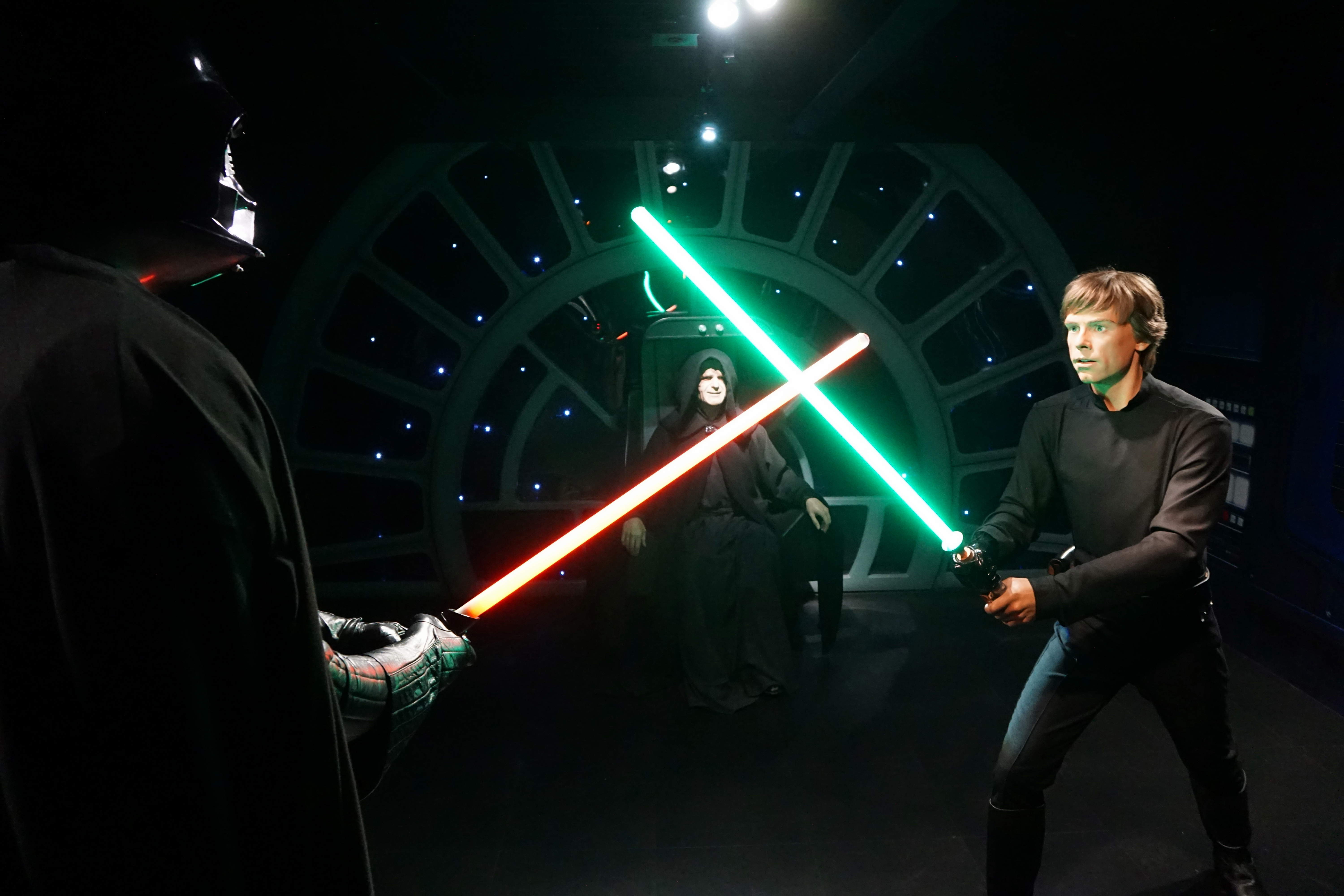
Guerre stellari
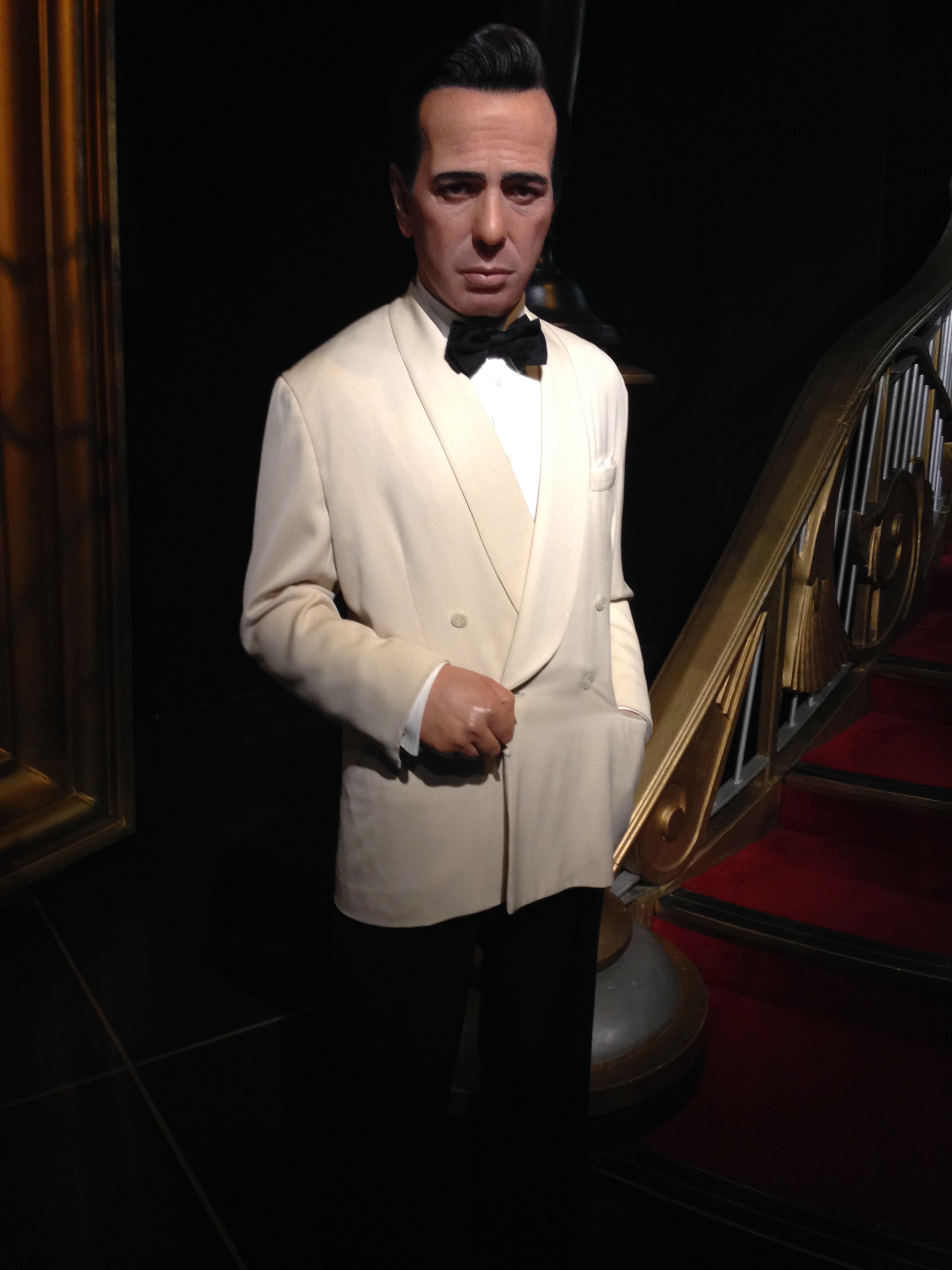
Humphrey Bogart
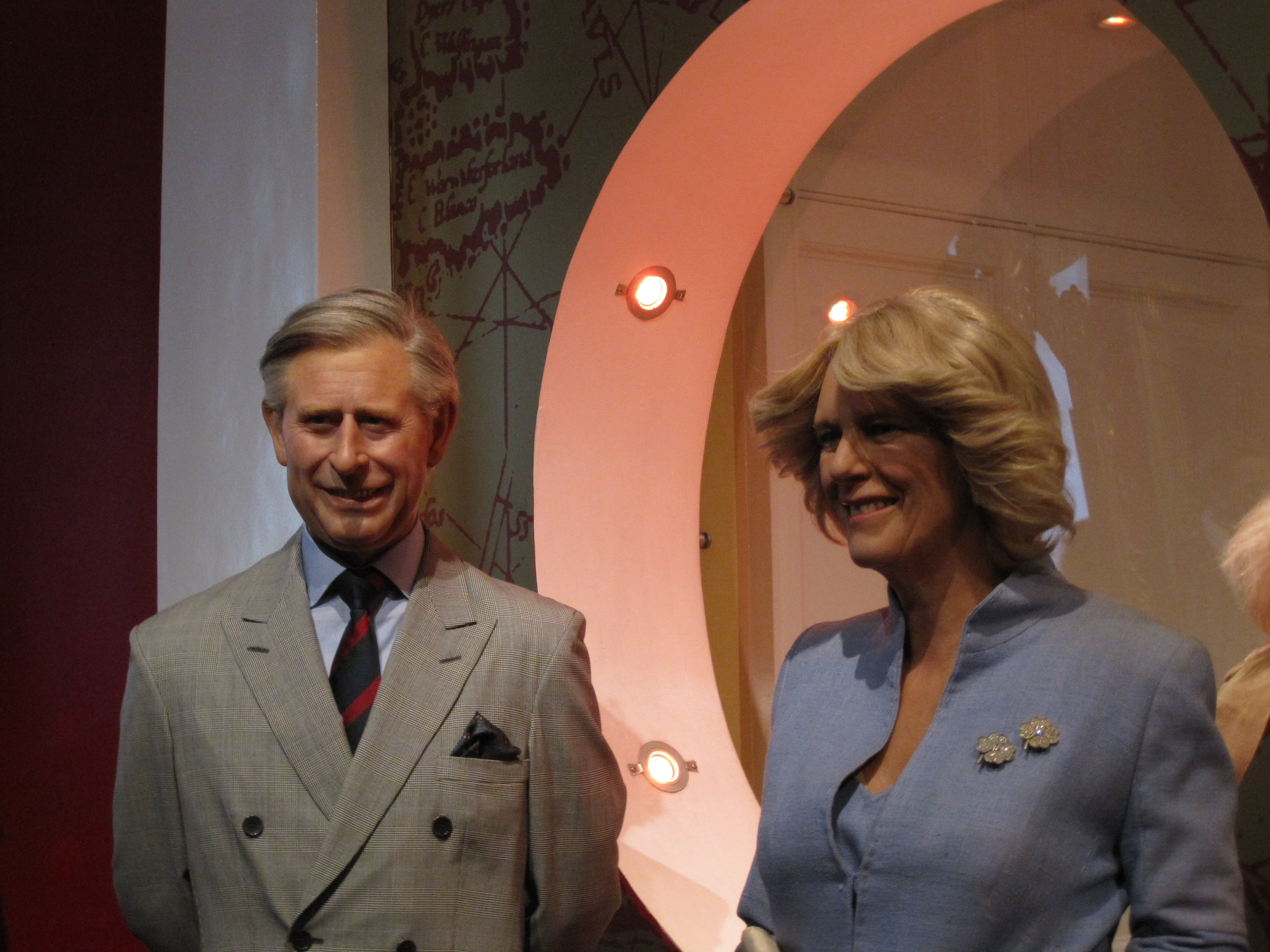
Carlo e Camilla
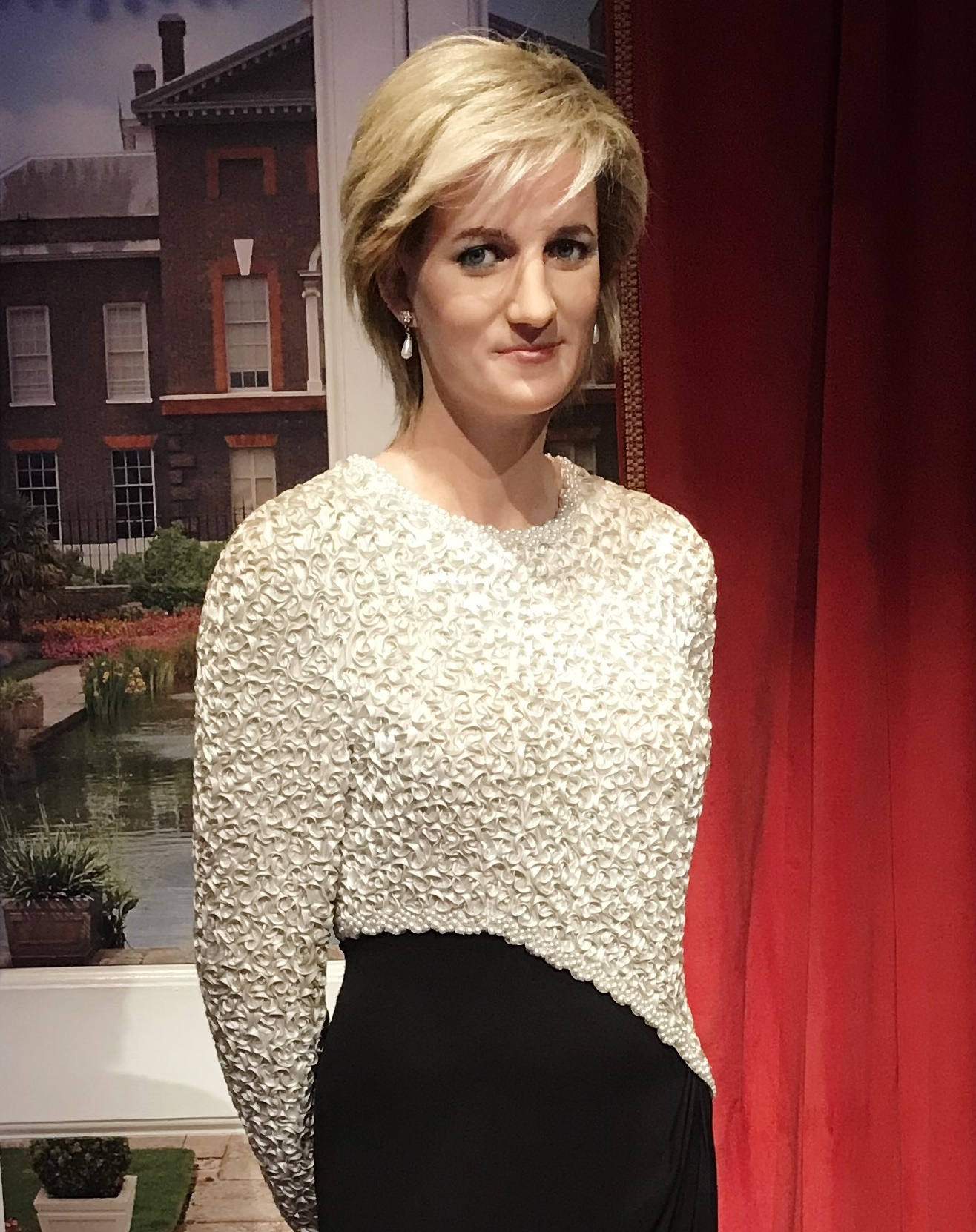
Lady Diana
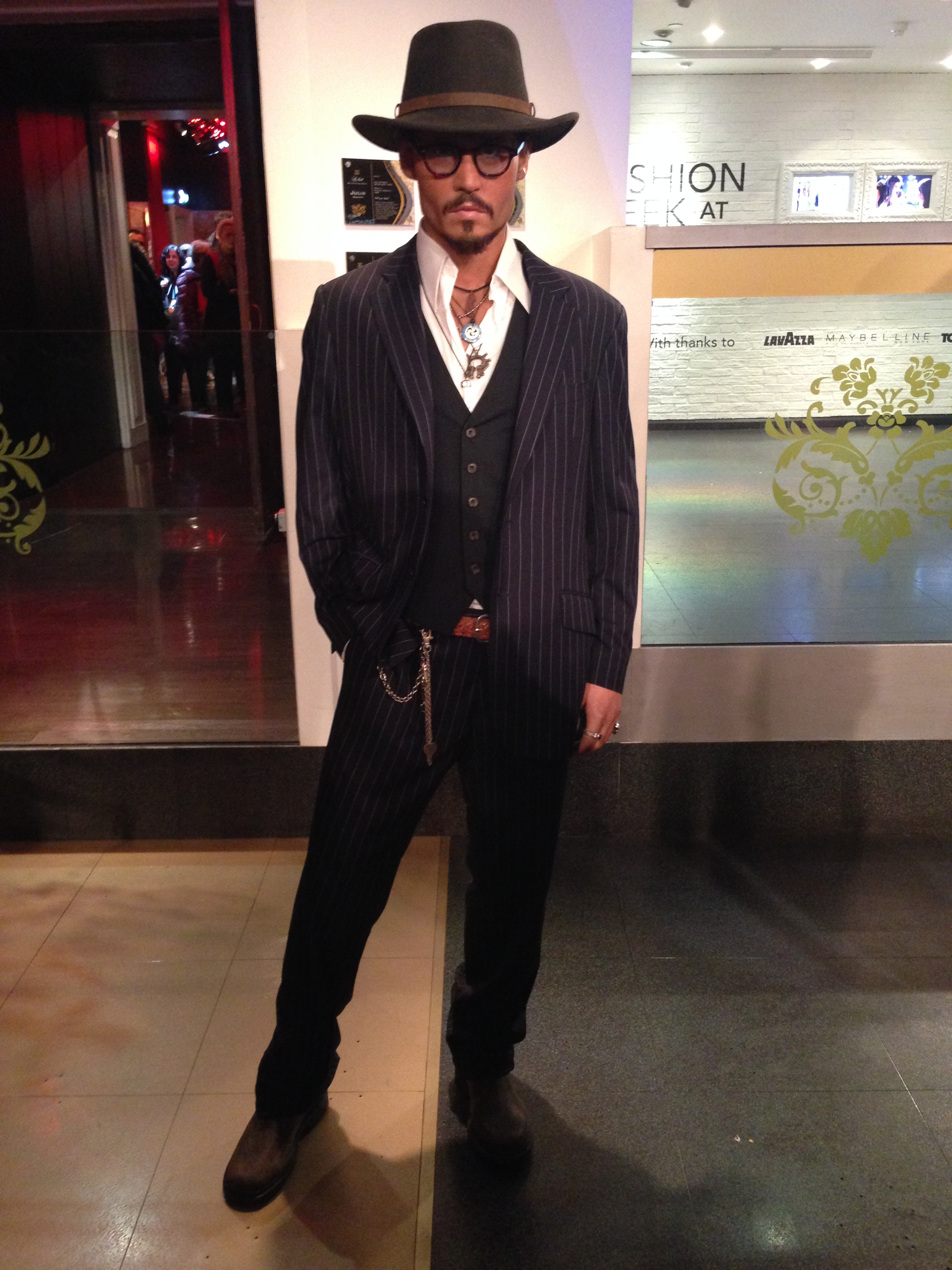
Johnny Depp
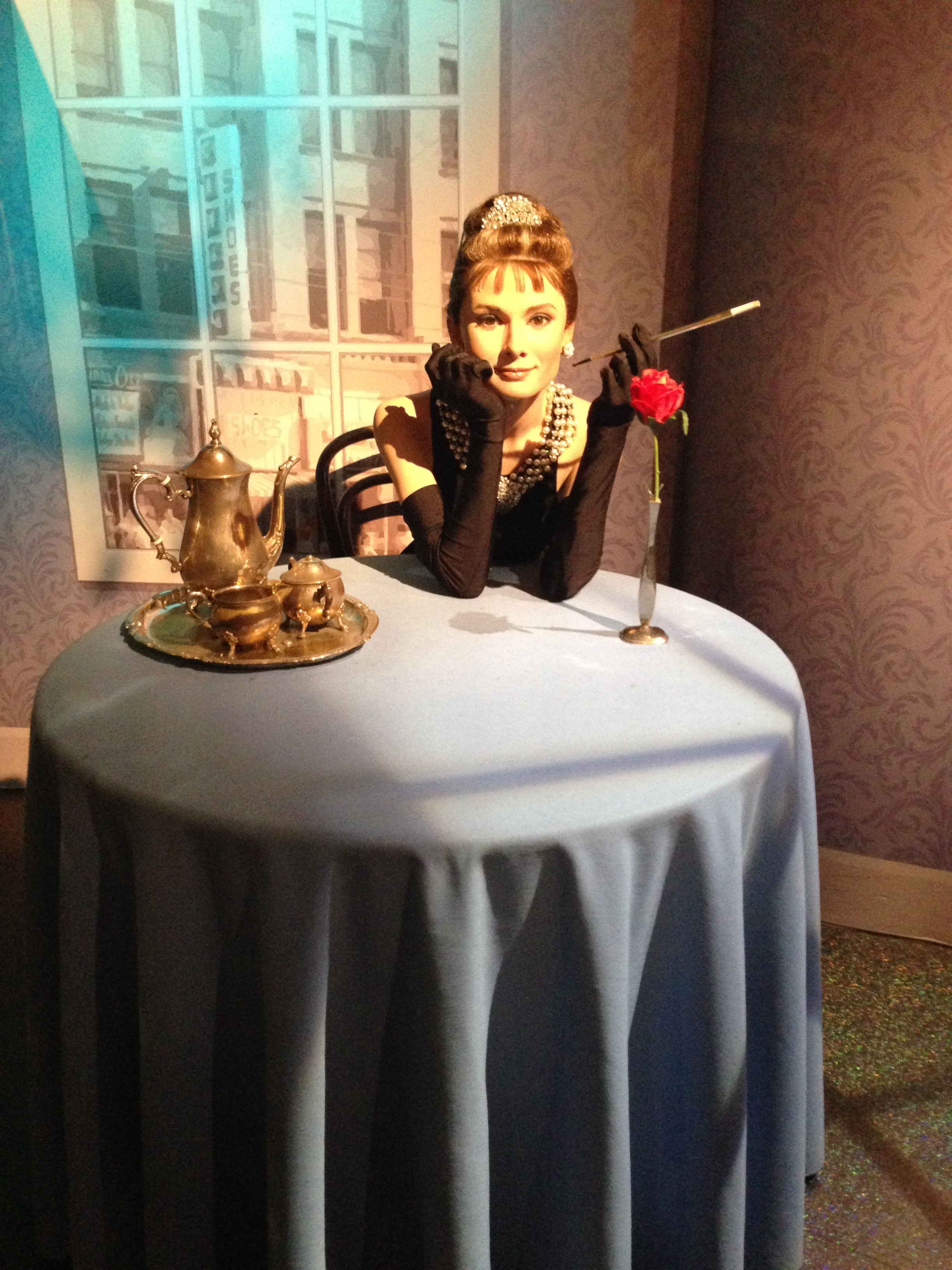
Audrey Hepburn
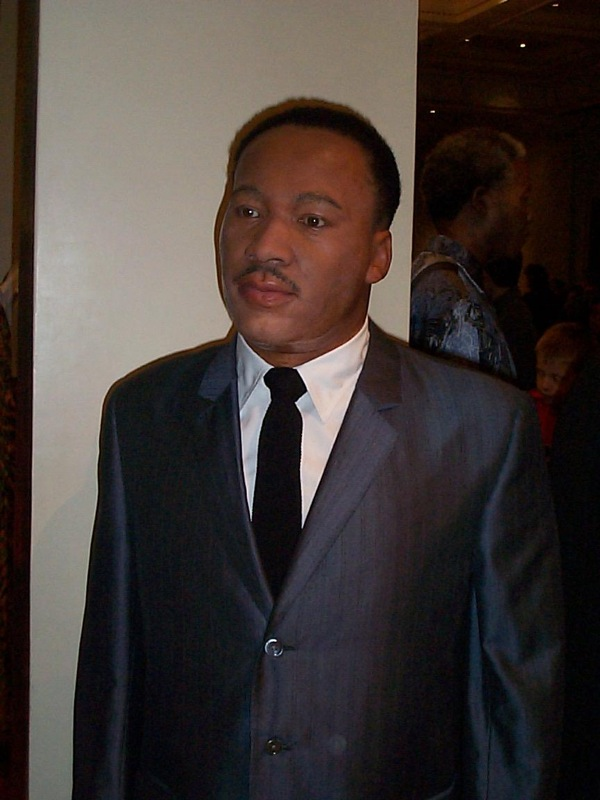
Martin Luther King
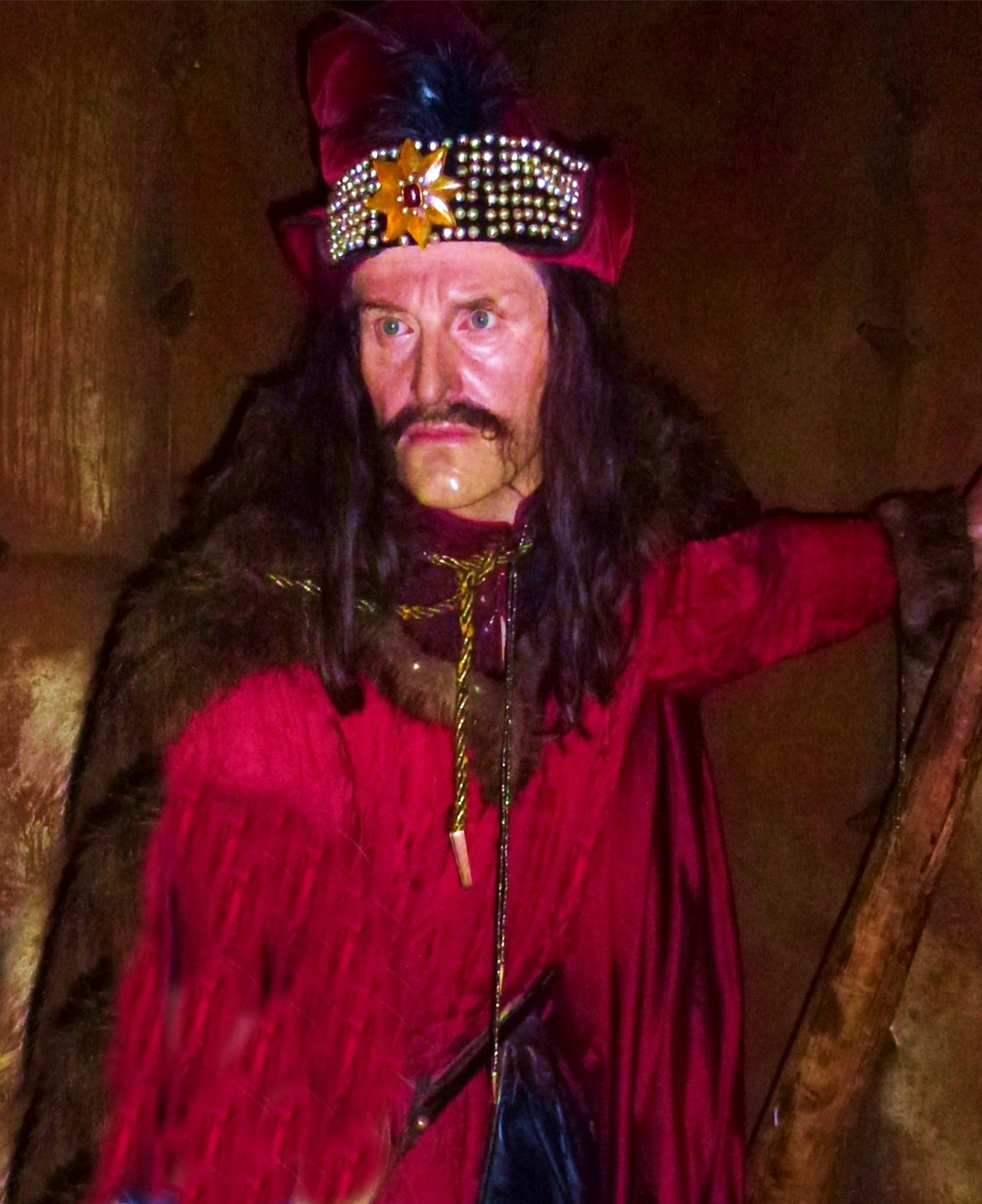
Vlad Țepeș
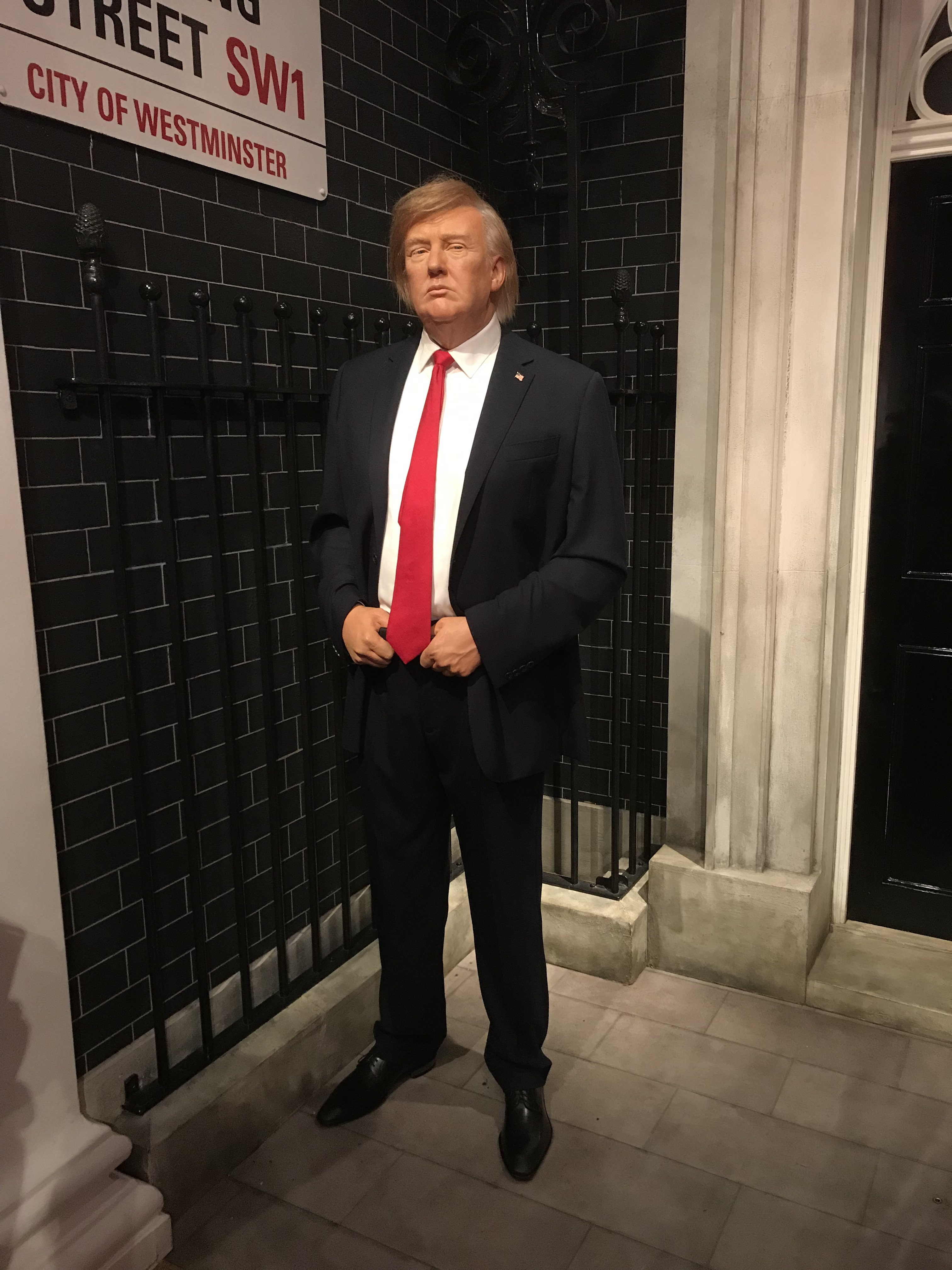
Donald Trump
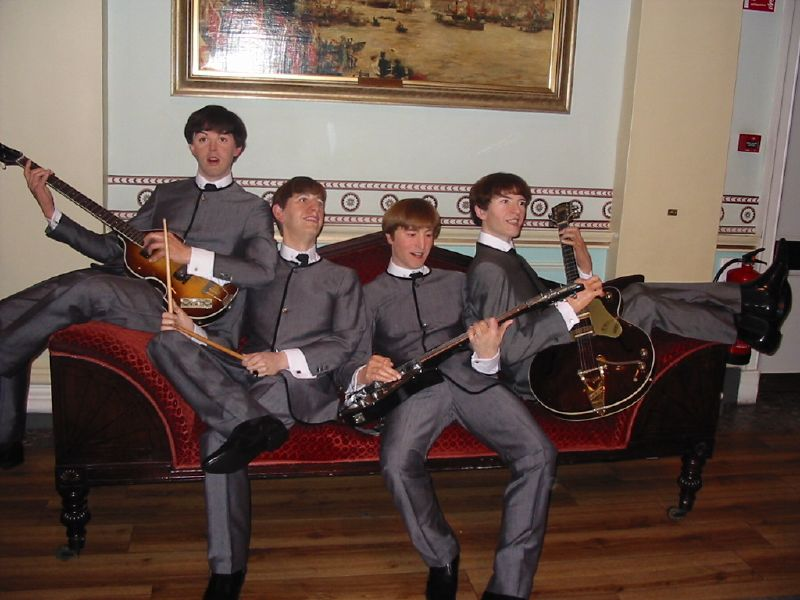
The Beatles
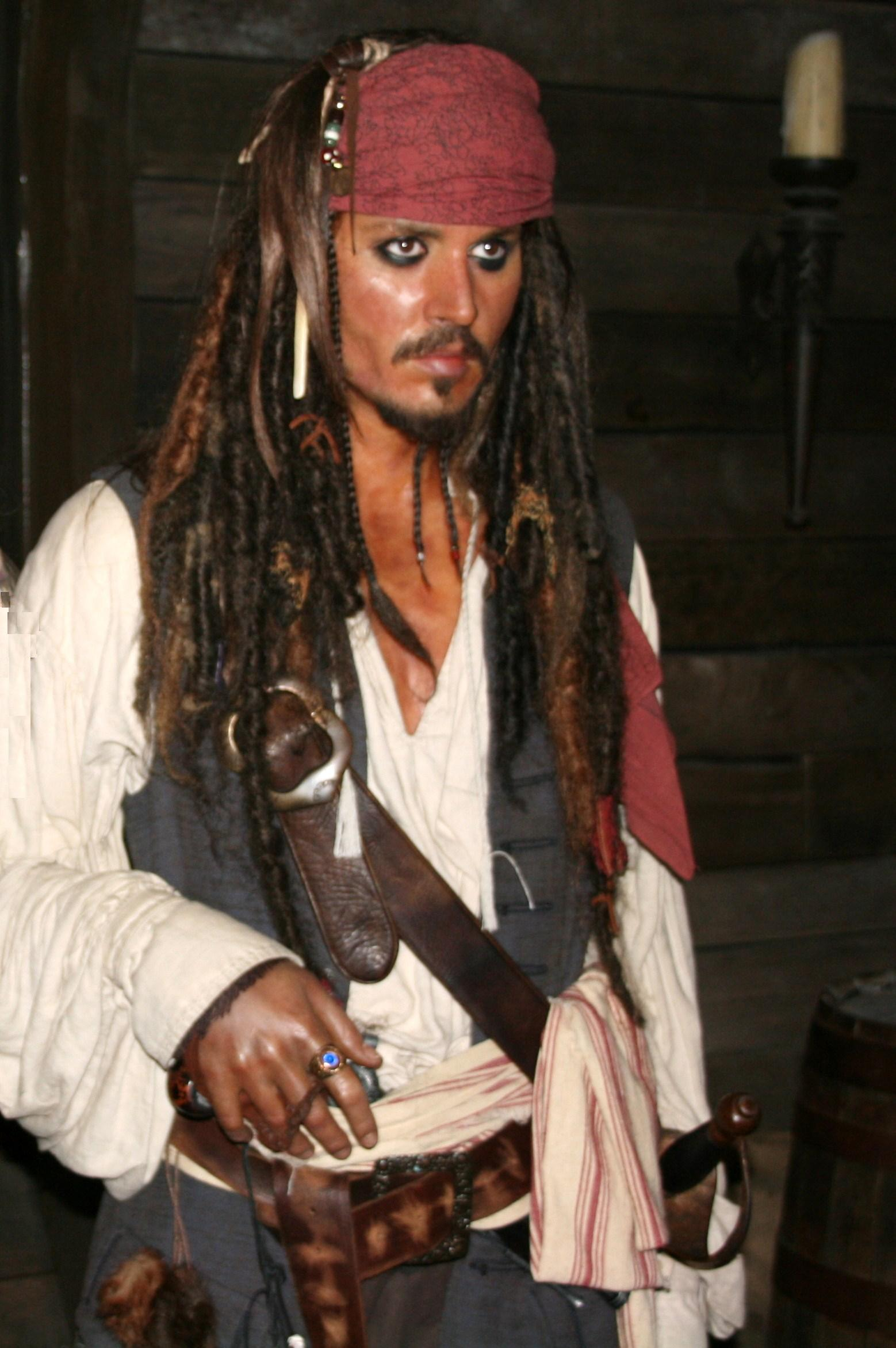
Jack Sparrow - Johnny Depp
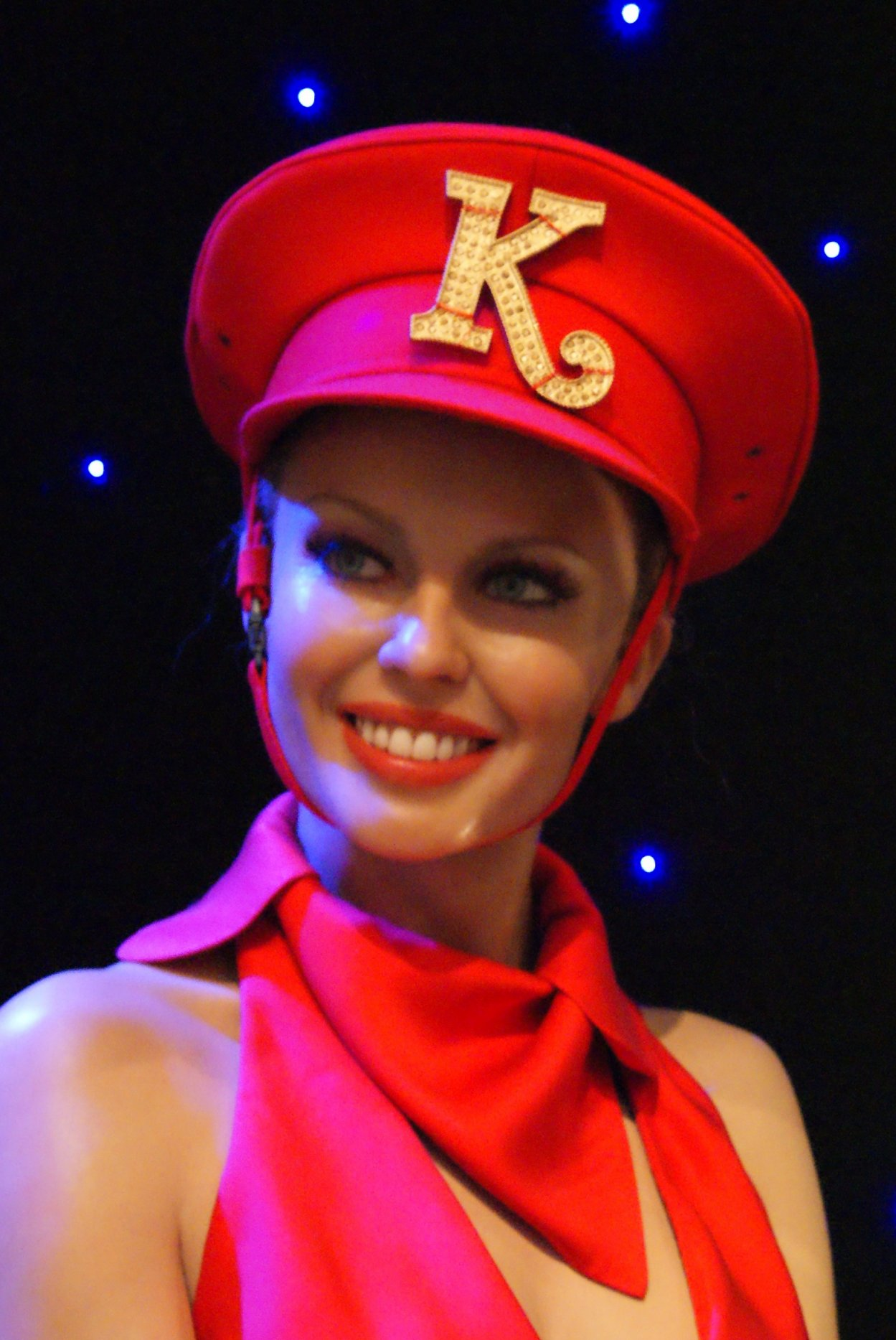
Kylie Minogue
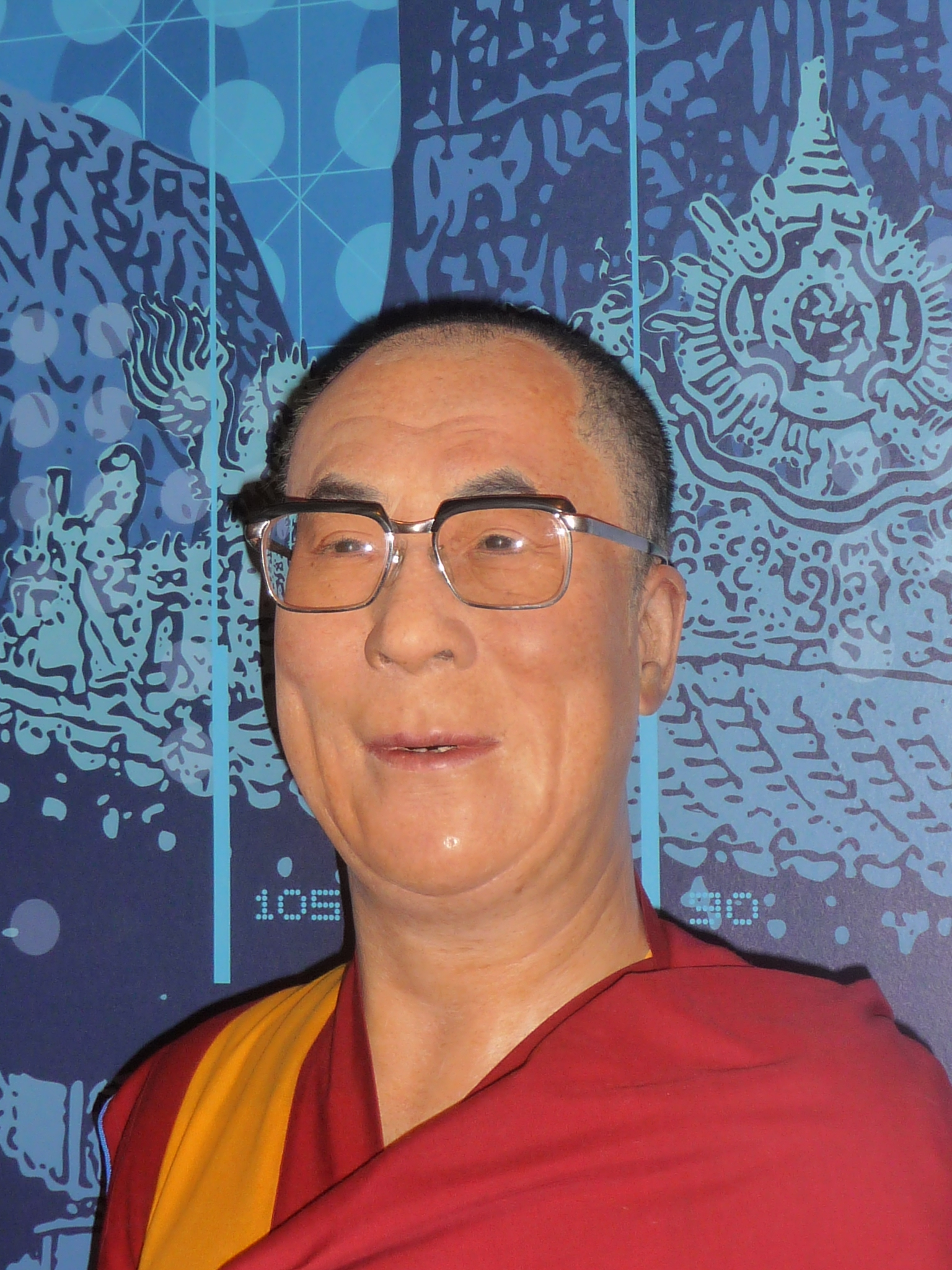
Dalai Lama
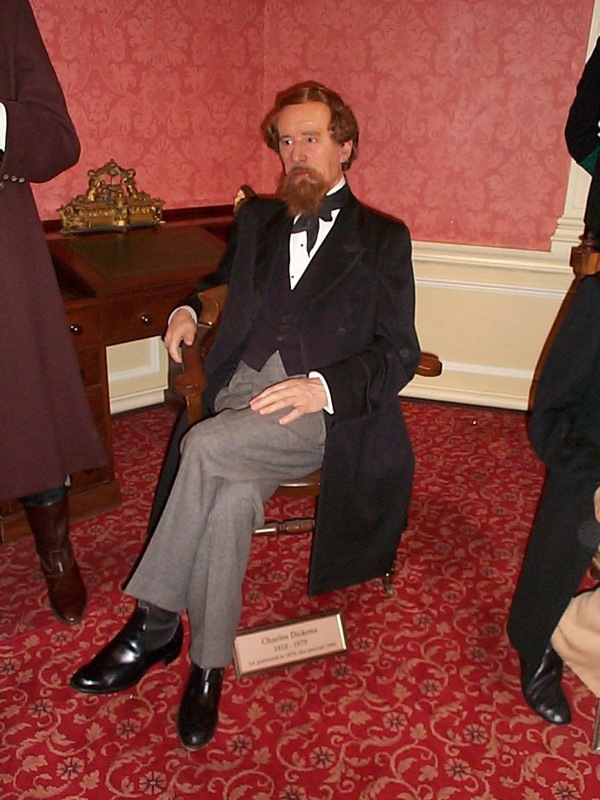
Charles Dickens
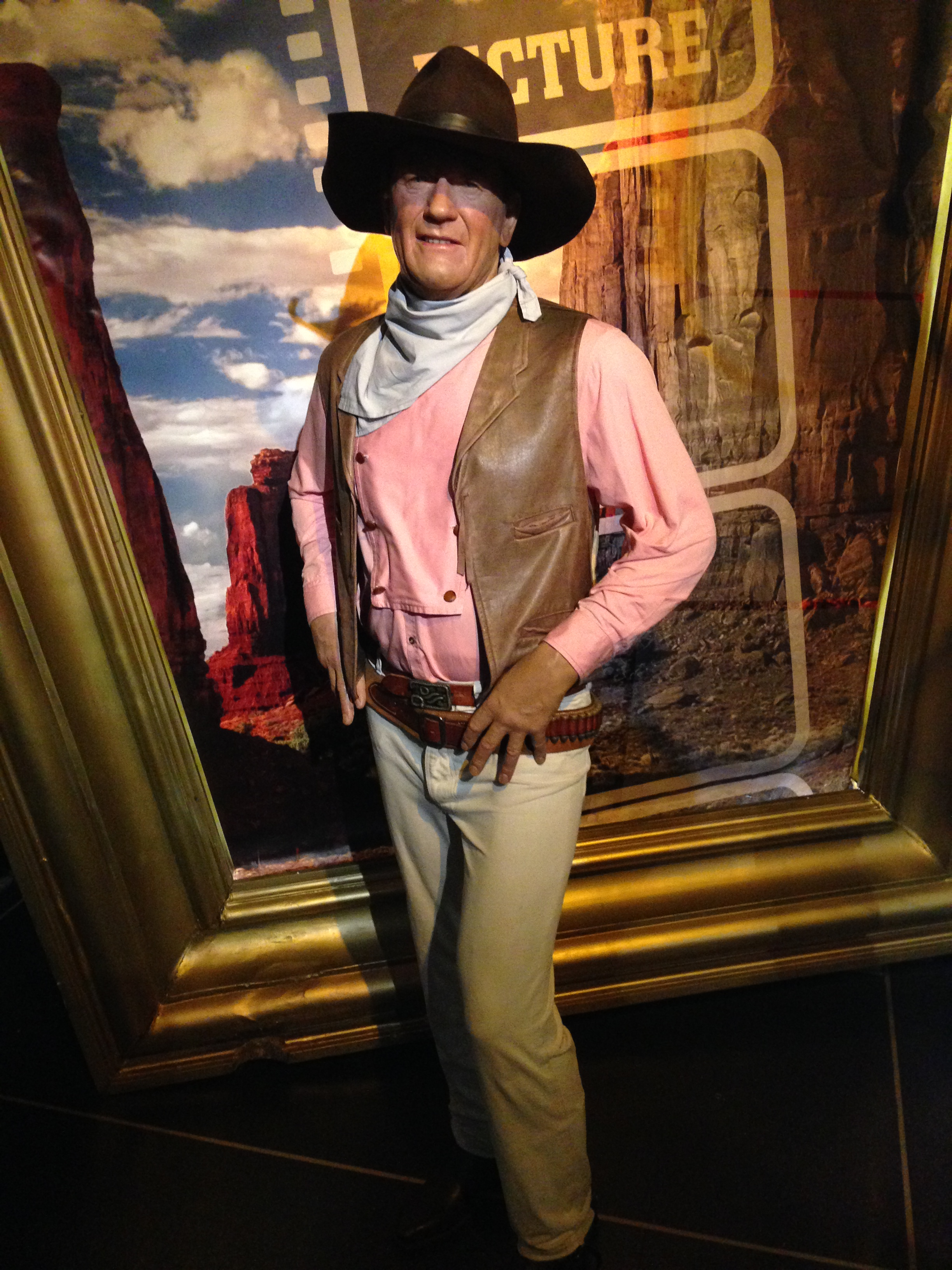
John Wayne
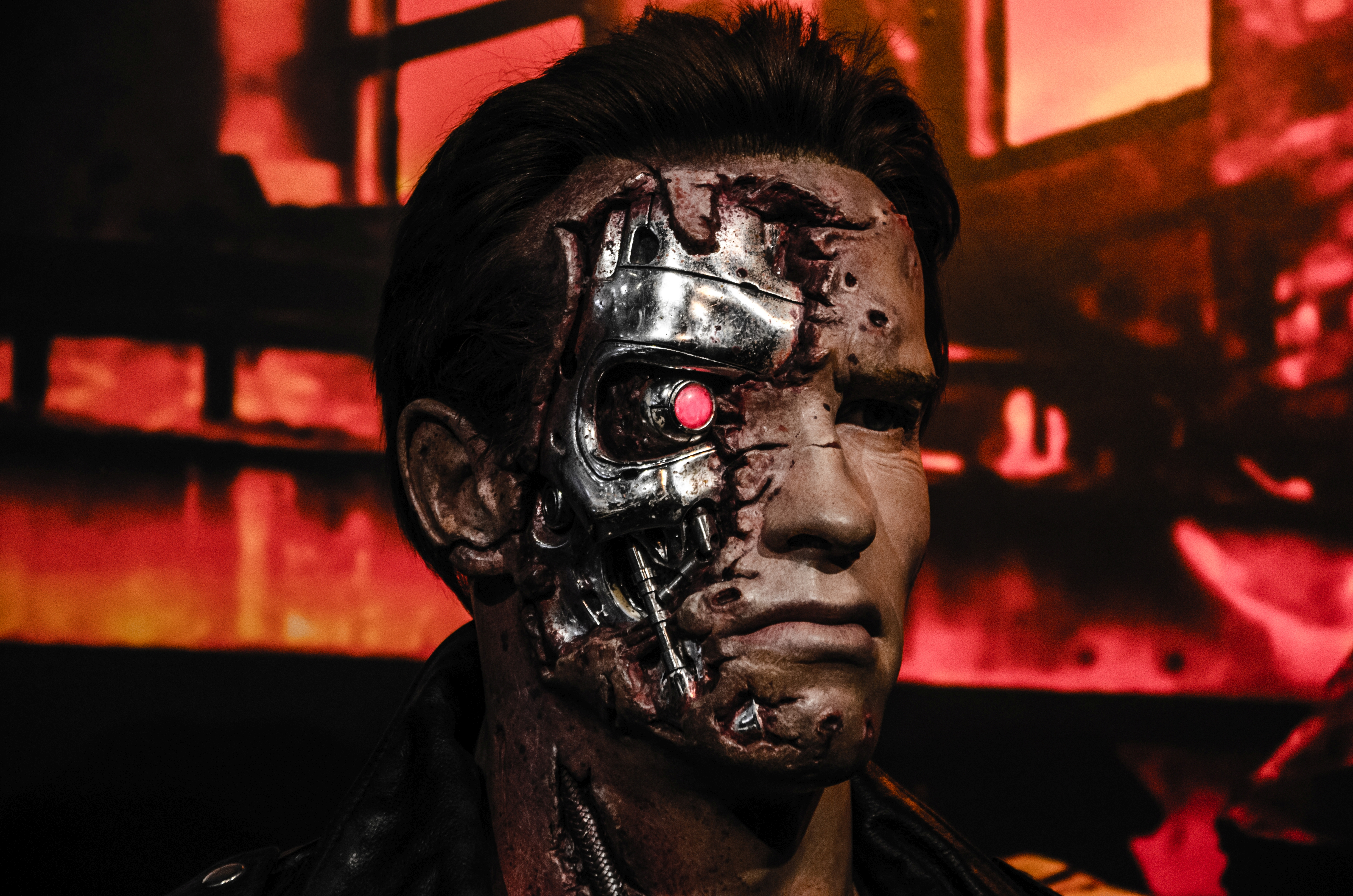
Terminator
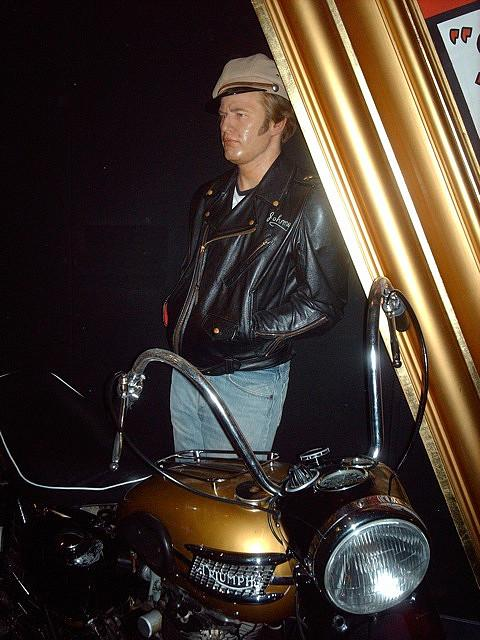
Marlon Brando
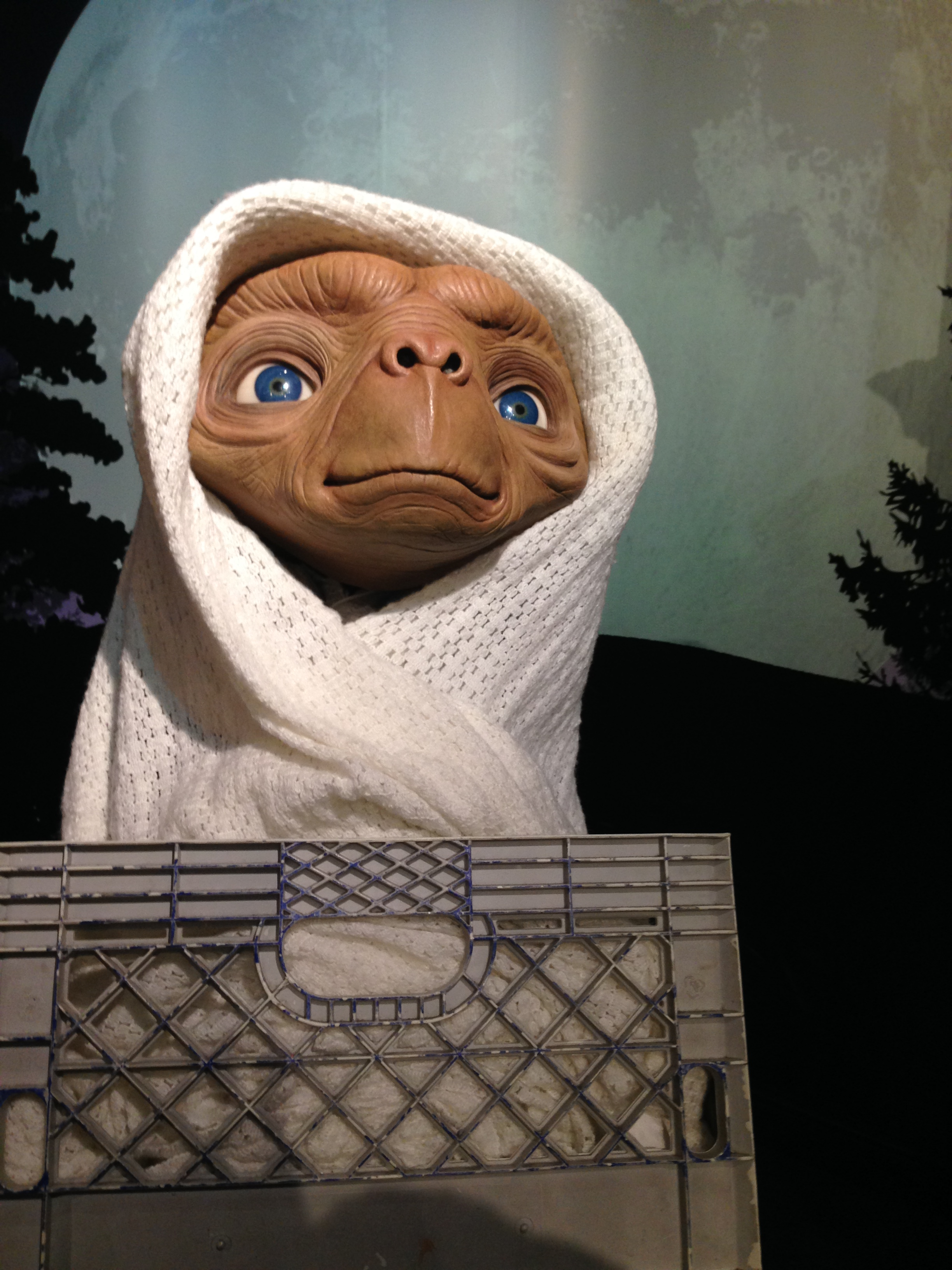
E.T.
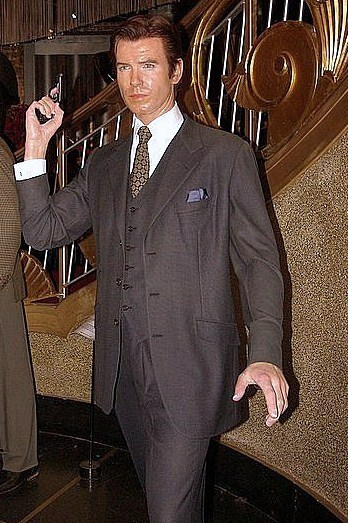
Pierce Brosnan in James Bond 007
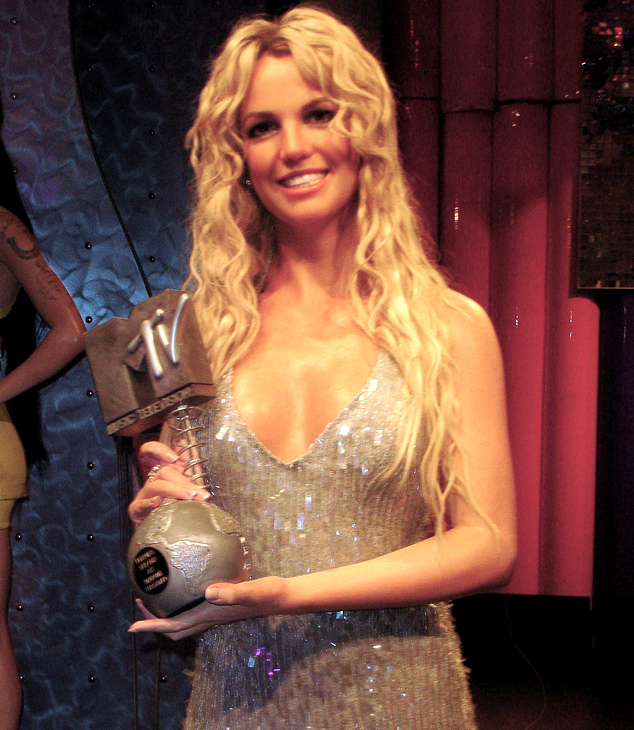
Britney Spears
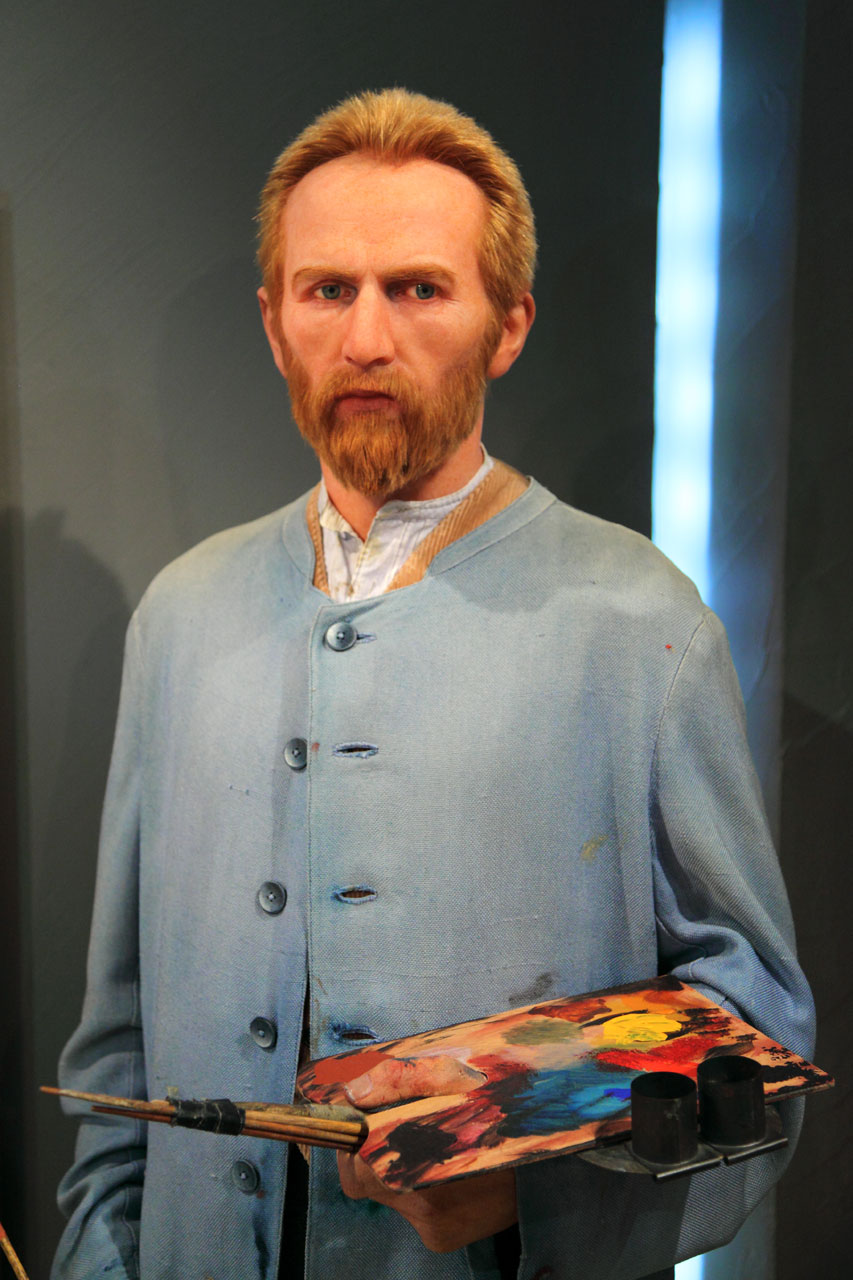
Vincent van Gogh